# Governo Gentiloni

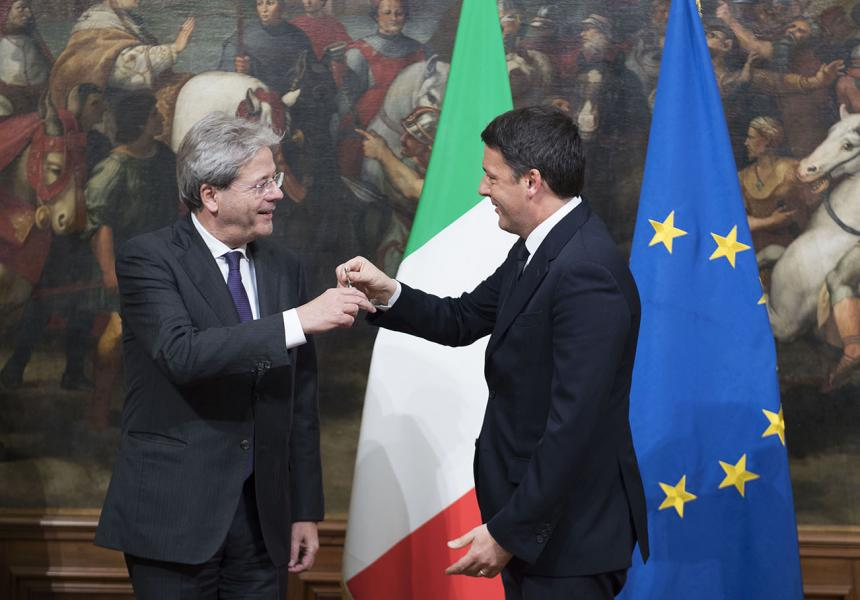
Paolo Gentiloni riceve la campanella da Matteo Renzi, suo predecessore, durante il passaggio delle consegne.

Il governo Gentiloni  è stato il sessantaquattresimo esecutivo della Repubblica Italiana, il terzo e ultimo della XVII legislatura.
Il governo rimase in carica dal 12 dicembre 2016 al 1º giugno 2018, per un totale di 536 giorni, ovvero 1 anno, 5 mesi e 20 giorni.
Paolo Gentiloni ricevette l'incarico di formare un nuovo governo dal presidente della Repubblica Sergio Mattarella l'11 dicembre 2016, quattro giorni dopo le dimissioni rassegnate dal presidente del Consiglio Matteo Renzi in seguito al risultato del referendum costituzionale del 4 dicembre, che aveva respinto il progetto di revisione costituzionale promosso dal governo Renzi stesso. Gentiloni sciolse positivamente la riserva il giorno seguente, proponendo al presidente della Repubblica la lista dei ministri e giurando la sera stessa.
Il governo ottenne la fiducia alla Camera dei deputati il 13 dicembre 2016 con 368 voti favorevoli e 105 contrari.
Il giorno seguente ottenne poi la fiducia anche al Senato della Repubblica, con 169 voti favorevoli e 99 contrari.
In seguito all'insediamento delle Camere della XVIII legislatura dopo le elezioni politiche del 2018 e all'elezione dei presidenti dei due rami del Parlamento, il presidente Gentiloni rassegnò le dimissioni nelle mani del presidente della Repubblica il 24 marzo 2018, restando in carica per il disbrigo degli affari correnti.

## Formazione
Il 4 dicembre 2016 si svolge il Referendum costituzionale per il superamento del bicameralismo perfetto, la riduzione del numero dei parlamentari, la soppressione del Consiglio nazionale dell'economia e del lavoro e la revisione del titolo V della parte II della Costituzione. Il risultato della votazione è negativo. Il giorno dopo il presidente del Consiglio Matteo Renzi informa i ministri della sua decisione di rimettere l'incarico nelle mani del presidente Sergio Mattarella che chiede al premier di presentare le proprie dimissioni solo dopo l'approvazione della legge di bilancio per evitare un esercizio provvisorio. Dunque inizia in Senato la discussione riguardo alla legge di bilancio sulla quale il governo pone la fiducia e che viene approvata con 173 voti a favore e 108 contrari. A questo punto il presidente Mattarella riceve il presidente del Consiglio che rassegna le dimissioni del governo venendo invitato dal Capo dello Stato a rimanere in carica per il disbrigo degli affari correnti.
L'8 dicembre il presidente della Repubblica inizia le consultazioni per la formazione del nuovo governo ricevendo il presidente del Senato, Pietro Grasso, la presidente della Camera dei Deputati, Laura Boldrini, e il presidente emerito della Repubblica, Giorgio Napolitano.
L'11 dicembre il presidente Mattarella conferisce l'incarico di formare il governo al ministro uscente degli affari esteri, Paolo Gentiloni, che accetta con riserva iniziando le consultazioni con le forze politiche e i presidenti delle due camere. Il giorno seguente il presidente incaricato conclude il giro di consultazioni e si reca al Quirinale per sciogliere la riserva e presentare la lista dei ministri. In serata il presidente del Consiglio e i ministri giurano nelle mani del capo dello Stato e a Palazzo Chigi si svolge prima la cerimonia del passaggio di consegne tra il presidente dimissionario Matteo Renzi il presidente del Consiglio Paolo Gentiloni e poi la prima riunione del Consiglio dei ministri in cui Maria Elena Boschi viene nominata sottosegretaria di Stato alla Presidenza del Consiglio dei ministri.

## Compagine di governo

### Appartenenza politica
L'appartenenza politica dei membri del governo e dei sottosegretari di Stato, al momento del giuramento, si può così riassumere:
| Partito | Partito                                  | Presidente | Ministri | Viceministri | Sottosegretari | Totale |
| ------- | ---------------------------------------- | ---------- | -------- | ------------ | -------------- | ------ |
|         | Partito Democratico                      | 1          | 14       | 2            | 18             | 36     |
|         | Alternativa Popolare                     | -          | 2        | 1            | 9              | 12     |
|         | Centristi per l'Europa                   | -          | 1        | -            | -              | 1      |
|         | Democrazia Solidale - Centro Democratico | -          | 2        | -            | 2              |        |
|         | Indipendente                             | -          | 1        | -            | 2              | 2      |
|         | Partito Socialista Italiano              | -          | -        | 1            | -              | 1      |
|         | Civici e Innovatori                      | -          | -        | -            | 1              | 1      |

### Provenienza geografica
La provenienza geografica dei membri del governo si può così riassumere:
| Regione        | Presidente | Ministri | Viceministri | Sottosegretari | Totale |
| -------------- | ---------- | -------- | ------------ | -------------- | ------ |
| Lazio          | 1          | 5        | 1            | 3              | 10     |
| Toscana        | -          | 1        | 1            | 6              | 8      |
| Emilia-Romagna | -          | 4        | -            | 2              | 6      |
| Lombardia      | -          | 2        | 1            | 3              | 6      |
| Campania       | -          | -        | -            | 6              | 6      |
| Piemonte       | -          | -        | 2            | 3              | 5      |
| Sicilia        | -          | 2        | -            | 2              | 4      |
| Liguria        | -          | 2        | -            | -              | 2      |
| Calabria       | -          | 1        | -            | 1              | 2      |
| Abruzzo        | -          | -        | -            | 2              | 2      |
| Veneto         | -          | -        | -            | 2              | 2      |
| Puglia         | -          | -        | 1            | -              | 1      |
| Basilicata     | -          | -        | -            | 1              | 1      |
| Umbria         | -          | -        | -            | 1              | 1      |

### Sostegno parlamentare
| Camera dei deputati | Camera dei deputati | Seggi                           |
| ------------------- | --- | ------------------------------- |
|                     | Partito Democratico Alternativa Popolare - CpE Civici e Innovatori Dem. Solidale - Centro Democratico ALA - Scelta Civica - MAIE Minoranze linguistiche PSI - Liberali per l'Italia Altri Totale maggioranza   | 281 19 14 12 8 6 2 7 350        |
|                     | Movimento 5 Stelle Forza Italia Democratici e Progressisti Lega Nord - Noi con Salvini Sinistra Italiana - Possibile Direzione Italia Fratelli d'Italia Alternativa Libera UDC - IdeA Altri Totale opposizione | 88 57 43 22 14 11 12 5 6 10 280 |
| Totale              | Totale | 630                             |

| Senato della Repubblica | Senato della Repubblica | Seggi                           |
| ----------------------- | --- | ------------------------------- |
|                         | Partito Democratico Alternativa Popolare - CpE Per le Autonomie - PSI - MAIE ALA - Scelta Civica Italia dei Valori Altri Totale maggioranza                                                                  | 98 21 18 14 3 10 164            |
|                         | Forza Italia Movimento 5 Stelle Grandi Autonomie e Libertà Democratici e Progressisti Lega Nord e Autonomie Federazione della Libertà Sinistra Italiana UDC Fare! Fratelli d'Italia Altri Totale opposizione | 42 35 17 16 12 10 7 4 3 1 9 156 |
| Totale                  | Totale | 320                             |

Il governo gode dell'appoggio dei seguenti partiti o gruppi presenti in Parlamento:
- Partito Democratico;
- Alternativa Popolare;
- Centristi per l'Europa;
- Democrazia Solidale - Centro Democratico;
- Partito Socialista Italiano;
- Civici e Innovatori;
- Moderati (appoggio esterno);
- Südtiroler Volkspartei (appoggio esterno);
- Partito Autonomista Trentino Tirolese (appoggio esterno);
- Stella Alpina (appoggio esterno);
- Union Valdôtaine (appoggio esterno);
- Unione Sudamericana Emigrati Italiani (appoggio esterno);
- Unione per il Trentino (appoggio esterno);
- Italia dei Valori (appoggio esterno);
- Liguria Civica (appoggio esterno);
- La Puglia in Più (appoggio esterno);
- Alleanza Liberalpopolare-Autonomie (appoggio esterno);
- Scelta Civica (appoggio esterno).

In passato l'esecutivo è stato appoggiato anche dai seguenti partiti:
- Articolo 1 - Movimento Democratico e Progressista (fino al 24 ottobre 2017);
- Unione di Centro (fino al 24 ottobre 2017).

## Composizione
| Carica                                      | Titolare                                          | Titolare                              | Titolare                                                                                              | Sottosegretari | Sottosegretari |
| Presidenza del Consiglio dei ministri       | Presidenza del Consiglio dei ministri             | Presidenza del Consiglio dei ministri | Presidenza del Consiglio dei ministri                                                                 | Sottosegretari di Stato alla Presidenza del Consiglio | Sottosegretari di Stato alla Presidenza del Consiglio |
| ------------------------------------------- | ------------------------------------------------- | ------------------------------------- | --- | --- | --- |
| Presidente del Consiglio dei ministri       |                                                   |                                       | Paolo Gentiloni (PD)                                                                                  | - Maria Elena Boschi (PD) - segretario del Consiglio dei ministri e delega al programma di governo, pari opportunità e autorità amministrative indipendenti - Sandro Gozi (PD) - con delega alle politiche europee - Sesa Amici (PD) - con delega all'informazione e all'editoria - Luciano Pizzetti (PD) - con delega alle informazioni per la sicurezza, Autorità delegata per la sicurezza della Repubblica - Angelo Rughetti (PD) - con delega al coordinamento delle politiche pubbliche in ambito economico, sociale e di ricerca scientifica - Gianclaudio Bressa (PD) - con delega agli affari regionali, dal 26/07/2017 - Paola De Micheli (PD) - con delega al terremoto del centro-Italia del 2016 e 2017, dal 23/09/2017 | - Maria Elena Boschi (PD) - segretario del Consiglio dei ministri e delega al programma di governo, pari opportunità e autorità amministrative indipendenti - Sandro Gozi (PD) - con delega alle politiche europee - Sesa Amici (PD) - con delega all'informazione e all'editoria - Luciano Pizzetti (PD) - con delega alle informazioni per la sicurezza, Autorità delegata per la sicurezza della Repubblica - Angelo Rughetti (PD) - con delega al coordinamento delle politiche pubbliche in ambito economico, sociale e di ricerca scientifica - Gianclaudio Bressa (PD) - con delega agli affari regionali, dal 26/07/2017 - Paola De Micheli (PD) - con delega al terremoto del centro-Italia del 2016 e 2017, dal 23/09/2017 |
| Ministri senza portafoglio                  | Ministri senza portafoglio                        | Ministri senza portafoglio            | Ministri senza portafoglio                                                                            | Sottosegretari di Stato | Sottosegretari di Stato |
| Rapporti con il Parlamento                  |                                                   |                                       | Anna Finocchiaro (PD)                                                                                 | Carica non assegnata | Carica non assegnata |
| Semplificazione e pubblica amministrazione  |                                                   |                                       | Marianna Madia (PD)                                                                                   | Carica non assegnata | Carica non assegnata |
| Affari regionali                            |                                                   |                                       | Enrico Costa (NCD/AP) - con delega alle politiche per la famiglia, fino al 19/07/17                   | - Gianclaudio Bressa (PD) - fino al 26/07/17 | - Gianclaudio Bressa (PD) - fino al 26/07/17 |
| Coesione territoriale e mezzogiorno         |                                                   |                                       | Claudio De Vincenti (PD)                                                                              | Carica non assegnata | Carica non assegnata |
| Sport                                       |                                                   |                                       | Luca Lotti (PD) - con delega agli anniversari di interesse nazionali                                  | Carica non assegnata | Carica non assegnata |
| Ministeri                                   | Ministri                                          | Ministri                              | Ministri                                                                                              | Viceministri | Sottosegretari di Stato |
| Affari esteri e cooperazione internazionale |                                                   |                                       | Angelino Alfano (NCD/AP)                                                                              | - Mario Giro (Demo.S) | - Vincenzo Amendola (PD) - Benedetto Della Vedova (+E) |
| Interno                                     |                                                   |                                       | Marco Minniti (PD)                                                                                    | - Filippo Bubbico (PD/Art. 1) (fino allo 09/11/2017) | - Gianpiero Bocci (PD) - Domenico Manzione (PD) |
| Giustizia                                   |                                                   |                                       | Andrea Orlando (PD)                                                                                   | Carica non assegnata | - Federica Chiavaroli (NCD/AP) - Cosimo Maria Ferri (PD) - Gennaro Migliore (PD) |
| Difesa                                      |                                                   |                                       | Roberta Pinotti (PD)                                                                                  | Carica non assegnata | - Gioacchino Alfano (NCD/AP) - Domenico Rossi (CD) |
| Economia e finanze                          |                                                   |                                       | Pier Carlo Padoan (PD)                                                                                | - Luigi Casero (NCD/AP) - Enrico Morando (PD) | - Pier Paolo Baretta (PD) - Paola De Micheli (PD) - fino al 23/09/2017 |
| Sviluppo economico                          |                                                   |                                       | Carlo Calenda (Indipendente di area PD)                                                               | - Teresa Bellanova (PD) - con delega all'energia, il sistema industriale e la competitività del sistema produttivo | - Antonio Gentile (NCD/AP) - con delega alle PMI, l'artigianato, i consumatori e la concorrenza - Antonello Giacomelli (PD) - con delega alle Comunicazioni - Ivan Scalfarotto (PD) - con delega al commercio internazionale |
| Infrastrutture e trasporti                  |                                                   |                                       | Graziano Delrio (PD)                                                                                  | - Riccardo Nencini (PSI) | - Umberto Del Basso De Caro (PD) - Simona Vicari (NCD/AP) - fino al 25/05/2017 |
| Politiche agricole, alimentari e forestali  |                                                   |                                       | Maurizio Martina (PD) fino al 14/03/2018)                                                             | - Andrea Olivero (DemoS) | - Giuseppe Castiglione (NCD/AP) |
| Politiche agricole, alimentari e forestali  | Paolo Gentiloni (PD) (ad interim, dal 14/03/2018) |                                       | | - Andrea Olivero (DemoS) | - Giuseppe Castiglione (NCD/AP) |
| Ambiente e tutela del territorio e del mare |                                                   |                                       | Gian Luca Galletti (UDC/CpE)                                                                          | Carica non assegnata | - Barbara Degani (NCD/AP) - Silvia Velo (PD) |
| Lavoro e politiche sociali                  |                                                   |                                       | Giuliano Poletti (PD) - con delega alle politiche giovanili, servizio civile nazionale e integrazione | Carica non assegnata | - Franca Biondelli (PD) - con delega alle politiche sociali e l'inclusione, l'immigrazione e l'integrazione, ammortizzatori sociali e incentivi all'occupazione - Luigi Bobba (PD) - con delega al terzo settore, le formazioni sociali e la responsabilità sociale delle imprese, politiche formative e orientamento - Massimo Cassano (NCD/AP) - con delega alle politiche previdenziali e assicurative, alla tutela e sicurezza nei luoghi di lavoro, fino al 25/07/2017 |
| Istruzione, università e ricerca            |                                                   |                                       | Valeria Fedeli (PD)                                                                                   | Carica non assegnata | - Vito De Filippo (PD) - Gabriele Toccafondi (NCD/AP) - Angela D'Onghia (Ind.) - fino al 4/12/2017 |
| Beni e attività culturali e turismo         |                                                   |                                       | Dario Franceschini (PD)                                                                               | Carica non assegnata | - Dorina Bianchi (NCD/AP) - con delega al turismo - Ilaria Borletti Buitoni (PD) - con delega alla qualità e tutela del paesaggio - Antimo Cesaro (CI/Ind.) - con delega ai rapporti istituzionali in materia di beni e attività culturali con le Regioni ed Enti Locali |
| Salute                                      |                                                   |                                       | Beatrice Lorenzin (NCD/AP)                                                                            | Carica non assegnata | - Davide Faraone (PD) |

## Cronologia

### 2016

#### Dicembre

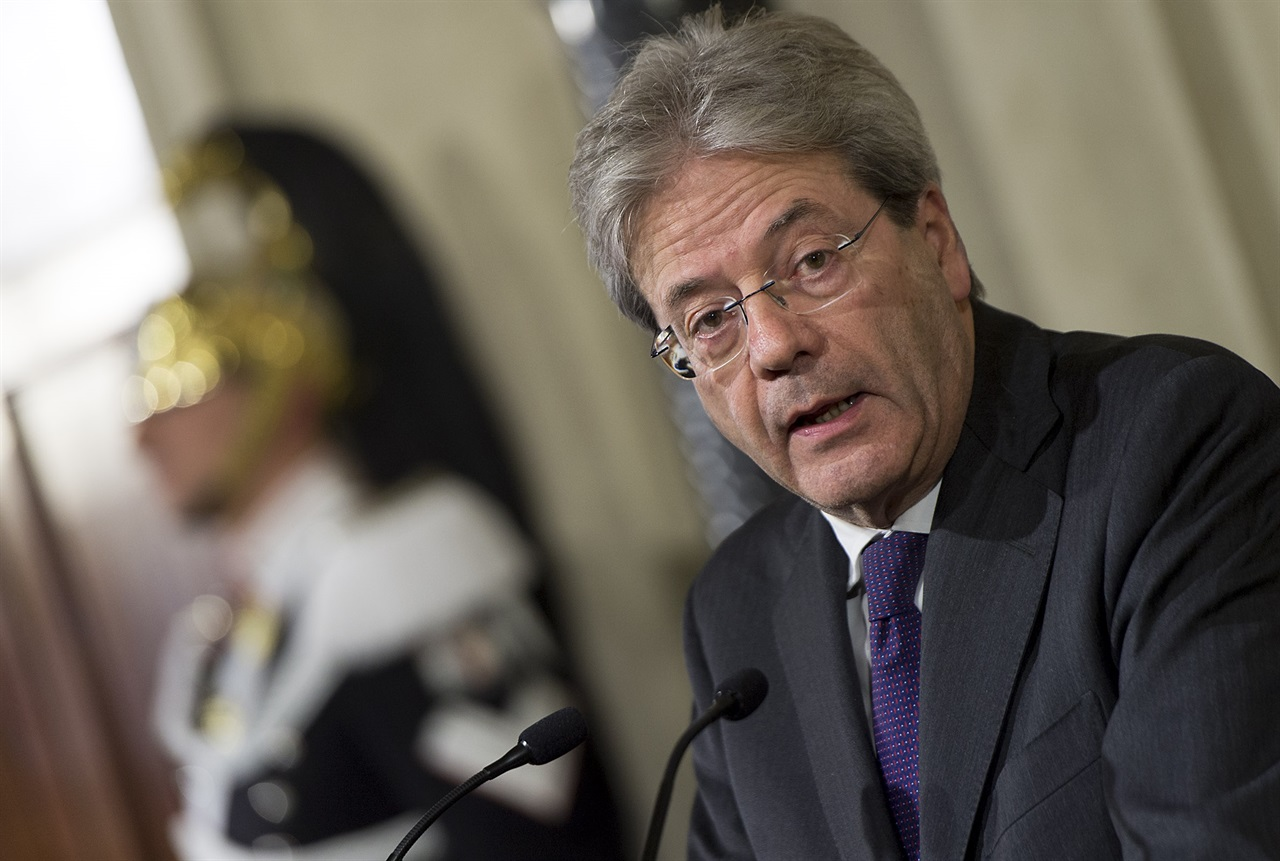
Il presidente del Consiglio incaricato Paolo Gentiloni annuncia la lista dei ministri del nuovo esecutivo.

- 7 dicembre – In seguito all'esito del Referendum costituzionale del 2016, il presidente del Consiglio Matteo Renzi rassegna le dimissioni proprie e dell'esecutivo da lui presieduto.
- 11 dicembre – Dopo aver svolto le consultazioni con le delegazioni dei vari partiti e dei gruppi parlamentari, il presidente della Repubblica Sergio Mattarella assegna l'incarico di formare un nuovo governo a Paolo Gentiloni, incarico che quest'ultimo accetta con riserva, come da prassi costituzionale.
- 12 dicembre – Il presidente del Consiglio incaricato nel pomeriggio si reca al Quirinale per sciogliere la riserva e comunicare al capo dello Stato la lista dei ministri; il governo Gentiloni presta giuramento nelle mani del presidente Mattarella alle ore 20. Dopo la cerimonia della campanella l'ex presidente del Consiglio Matteo Renzi lascia Palazzo Chigi e si svolge la prima riunione del nuovo Consiglio dei ministri, durante la quale Maria Elena Boschi è nominata segretario del Consiglio.
- 13 dicembre – Il governo ottiene la fiducia alla Camera dei deputati con 368 voti favorevoli e 105 contrari. Movimento 5 Stelle, Lega Nord, ALA e Scelta Civica abbandonano l'aula al momento del voto, mentre i deputati di Fratelli d'Italia protestano contro il governo esponendo cartelli con la scritta "Al voto ora!"[26]
- 14 dicembre – Il governo ottiene la fiducia al Senato della Repubblica con 169 voti favorevoli e 99 contrari. Lega Nord e ALA abbandonano l'aula al momento del voto.[27] Il CdM approva, in esame preliminare, cinque decreti legislativi per l'attuazione di direttive europee riguardanti: la lotta alla corruzione settore privato; la gestione collettiva dei diritti d’autore, dei diritti connessi e la concessione di licenze multi-territoriali per i diritti su opere musicali per l’uso online; la comparabilità delle spese e accesso al conto di pagamento; lo scambio automatico obbligatorio di informazioni fiscali; e la qualità della benzina, del combustibile diesel e la promozione dell’uso dell’energia da fonti rinnovabili. Il CdM approva, in esame definitivo, due decreti legislativi: il primo su proposta del presidente del Consiglio Gentiloni e del ministro Lorenzin riguarda l'attuazione della direttiva europea in merito a determinate prescrizioni tecniche relative alla codifica di tessuti e cellule umani, mentre il secondo su proposta del presidente del Consiglio Gentiloni e del ministro Delrio riguarda l'attuazione della direttiva europea in merito la realizzazione di un’infrastruttura per i combustibili alternativi.[28]
- 16 dicembre – Il ministro Franceschini presenta in CdM il Piano Strategico del Turismo per gli anni 2017-2022. Il CdM delibera lo stato d’emergenza nelle province di Cuneo, Torino, Imperia e Savona in conseguenza degli eccezionali eventi meteorologici che si sono verificati nei giorni 23, 24 e 25 novembre 2016.[29]
- 23 dicembre – Il governo vara un decreto-legge contenente misure in favore del Sud Italia. Viene anche approvato il decreto cosiddetto "Salva Risparmio", che istituisce un fondo atto a salvare gli istituti bancari in difficoltà di 20 miliardi di euro da stanziare per l'anno 2017; immediata beneficiaria della creazione del fondo è la banca Monte dei Paschi di Siena. Questo attira le critiche da parte dell'opposizione in particolare dalla leader di Fratelli d'Italia Giorgia Meloni, che annuncia una manifestazione contro il governo.[30][31][32]
- 29 dicembre – Il governo vara il decreto "Milleproroghe"[33] e nomina quarantuno sottosegretari che completano la squadra di governo prestando in serata giuramento nelle mani del presidente del Consiglio Paolo Gentiloni. Il CdM inoltre stabilisce lo scioglimento del comune di Marano per infiltrazioni mafiose e la proroga del commissariamento del Municipio Roma X.[34]

### 2017

#### Gennaio
- 1º gennaio - Si conclude la fase transitoria di assorbimento all'interno dell'Arma dei Carabinieri delle funzioni e del personale del Corpo forestale dello Stato con il suo definitivo scioglimento.
- 9 gennaio - Il ministro Marco Minniti si reca in Libia dove avvia le trattative con il presidente Fayez al-Sarraj e il governo locale per un nuovo accordo sulla crisi migranti e sui rimpatri. Riaperta l'ambasciata italiana a Tripoli.[35]
- 13 gennaio - Il ministro Beatrice Lorenzin annuncia che il presidente del Consiglio Gentiloni ha firmato l'aggiornamento dei Livelli essenziali di assistenza (Lea) che non avveniva in maniera uniforme da quindici anni.[36][37]
- 14 gennaio - Il Consiglio dei Ministri nomina i viceministri, approva tre decreti legislativi per l'entrata in vigore delle unioni civili[38] e dà il via libera a otto delle nove deleghe della Buona scuola[39][40].
- 17 gennaio - Viene approvata dalla Camera (326 voti favorevoli, 23 contrari e 27 astenuti) il ddl sugli Home Restaurant.[41]
- 25 gennaio - Il presidente del Consiglio Gentiloni riferisce in Senato sulla situazione dell'emergenza del Centro Italia per le ultime forti nevicate e scosse di terremoto.[42]
- 27 gennaio - Il CdM delibera lo scioglimento per infiltrazioni mafiose il comune di Scafati.[43]
- 28 gennaio - Manifestazione contro il governo, organizzata da Fratelli d'Italia, cui partecipano Lega Nord e alcuni membri di Forza Italia. Si chiedono immediate elezioni.

#### Febbraio
- 1º febbraio - Il ministro Pier Carlo Padoan comunica che, come risposta a una lettera della Commissione europea, il governo non procederà ad alcuna manovra economica correttiva dei conti pubblici.
- 2 febbraio - Il presidente del Consiglio Gentiloni incontra il presidente libico Fayez al-Sarraj, per discutere sulla crisi relativa ai migranti. Firmano il "memorandum Italia-Libia" che ha l'obbiettivo di ridurre il flusso migratorio proveniente dall'Africa settentrionale.[44] Il Consiglio dei Ministri approva il nuovo decreto per l'emergenza terremoto che prevede anche l'affidamento di poteri straordinari ai sindaci delle zone terremotate e l'esenzione dal pagamento dell'Irpef per le vittime.[45][46]
- 3 febbraio - Vertice europeo a Malta - al quale partecipa il presidente del Consiglio Gentiloni - sui flussi migratori che hanno coinvolto vari stati dell'Unione europea, in particolare l'Italia, e su quali politiche comuni da avviare.
- 4 febbraio - Il presidente del Consiglio Gentiloni e il neopresidente statunitense Donald Trump si contattano telefonicamente discutendo sulla lotta comune al terrorismo, sul prossimo vertice G7 di Taormina e sul futuro della Nato.
- 6 febbraio - Il governo, in risposta alla Corte europea dei diritti dell'uomo, si dichiara contrario al ricorso presentato da Silvio Berlusconi, relativamente alla sua non-candidabilità, per effetto della Legge Severino.
- 7 febbraio - Viene approvata dal Senato (156 sì, 41 no, 57 astenuti) la riforma della Protezione Civile.
- 8 febbraio - Per l'approvazione del decreto salva risparmio il governo fa per la prima volta uso della questione di fiducia, che viene approvata con 157 sì e 108 no. La Camera approva il decreto sul mezzogiorno con 236 sì, 38 no e 77 astenuti.
- 9 febbraio - Tramite lettera, 40 senatori del PD annunciano pieno sostegno al governo e dichiarano di voler attendere il termine naturale della legislatura, prima di recarsi alle urne.
- 10 febbraio - Il CdM con decreto aumenta i poteri di ordinanza dei sindaci che potranno accordarsi con il Ministero dell'Interno sui problemi dell'immigrazione.[47] Il decreto traccia anche nuove linee guida sulle politiche immigratorie, con la creazione di nuovi centri permanenti per il rimpatrio dei migranti.[47] Il CdM vara il primo decreto attuativo sulla riforma del terzo settore e del servizio civile nazionale del precedente governo.[48][49] Il CdM delibera inoltre la dichiarazione dello stato di emergenza, a causa di eventi meteorologici nel territorio del Comune di Licata in provincia di Agrigento.
- 16 febbraio - Approvato in via definitiva dalla Camera (287 sì, 173 no, 3 astenuti) e convertito in legge il decreto "Salva Risparmio".
- 17 febbraio - Il CdM, su proposta del ministro Madia, approva due decreti legislativi sulla riforma della pubblica amministrazione riguardanti i licenziamenti disciplinari e la riorganizzazione delle società a partecipazione pubblica. Approva anche il decreto che prevede la costituzione del Comitato Italiano Paralimpico in Ente autonomo di diritto pubblico, scorporato dal CONI, da cui rimarrà finanziariamente dipendente; a vigilare sul nuovo Ente sarà la presidenza del Consiglio dei Ministri.[50] Su proposta del ministro Galletti, sono approvati in via definitiva dal CdM due decreti legislativi in materia di inquinamento acustico, al fine di armonizzare la normativa italiana alla relativa disciplina dell'Unione europea. Approvati dal governo il Piano Strategico del Turismo, per gli anni 2017-2022, una bozza per la modifica correttiva del Codice degli Appalti e un nuovo regolamento del Ministero del lavoro e delle politiche sociali, sulla sua riorganizzazione, dopo l'istituzione nel 2015 dell'Ispettorato nazionale del lavoro e dell'Agenzia Nazionale per le Politiche Attive del Lavoro (ANPAL). Il CdM decreta lo scioglimento, per infiltrazioni mafiose, dei consigli comunali di Parabita e di Mazzarà Sant’Andrea.[51]
- 18 febbraio - Il presidente del Consiglio Gentiloni firma a Cagliari il patto fra presidenza del Consiglio e comune di Cagliari, per il Bando delle Periferie.[52]
- 19 febbraio - L'ex presidente del Consiglio Matteo Renzi formalizza le sue dimissioni da segretario del PD, aprendo la fase congressuale del PD.
- 22 febbraio - Il Senato approva definitivamente la conversione del decreto legge 29 dicembre 2016 n. 243 che prevede misure straordinarie per il Mezzogiorno e approva, in via definitiva la legge che equipara beni materiali e immateriali patrimonio dell’UNESCO attraverso le modifiche alla "legge 20 febbraio 2006, n.77, concernenti la tutela e la valorizzazione del patrimonio culturale immateriale”.
- 23 febbraio - Il CdM, su proposta del ministro Madia, approva in esame preliminare cinque decreti legislativi contenenti disposizioni di attuazione della riforma della pubblica amministrazione (legge 7 agosto 2015, n. 124) riguardanti il "Testo unico del pubblico impiego", la valutazione della performance dei dipendenti pubblici, il Corpo nazionale dei vigili del fuoco, le Forze di polizia, e il "Documento unico di proprietà degli autoveicoli". Il CdM, su proposta del ministro Pinotti, approva in esame preliminare un decreto sul riordino del personale delle forze armate. Il CdM, su proposta del presidente del Consiglio Gentiloni e del ministro Padoan, approva in esame preliminare due decreti legislativi con disposizioni in materia di antiriciclaggio e disciplinano l'attività dei "compro oro". Il CdM approva in via preliminare un decreto per la modifica del Codice degli Appalti. Il CdM decreta l'estensione alle province di Alessandria e di Asti dello stato d'emergenza, già dichiarato per i Comuni lungo i fiumi Tanaro e Bormida delle province di Cuneo e di Torino, in conseguenza degli eccezionali eventi meteorologici nei giorni dal 21 al 25 novembre 2016.[53]
- 24 febbraio - Il presidente del Consiglio Gentiloni si reca nei luoghi colpiti dal terremoto del 24 agosto, per visitare le costruzioni provvisorie consegnate agli sfollati.
- 25 febbraio - Si consuma una radicale scissione all'interno del Partito Democratico: le correnti di sinistra lasciano il partito e costituiscono il Movimento Democratico e Progressista (MDP), a cui aderisce anche il vice-ministro dell'Interno Filippo Bubbico. Il nuovo partito conferma il suo sostegno al governo.
- 28 febbraio - La Camera approva in via definitiva, con 255 pareri favorevoli e 113 contrari, il ddl Gelli in materia di responsabilità penale e civile dei medici. La Camera dà il via libera definitivo e unanime, con 418 voti, alla istituzione della "Giornata nazionale della memoria e dell'impegno in ricordo delle vittime delle mafie", fissata il 21 marzo.

#### Marzo

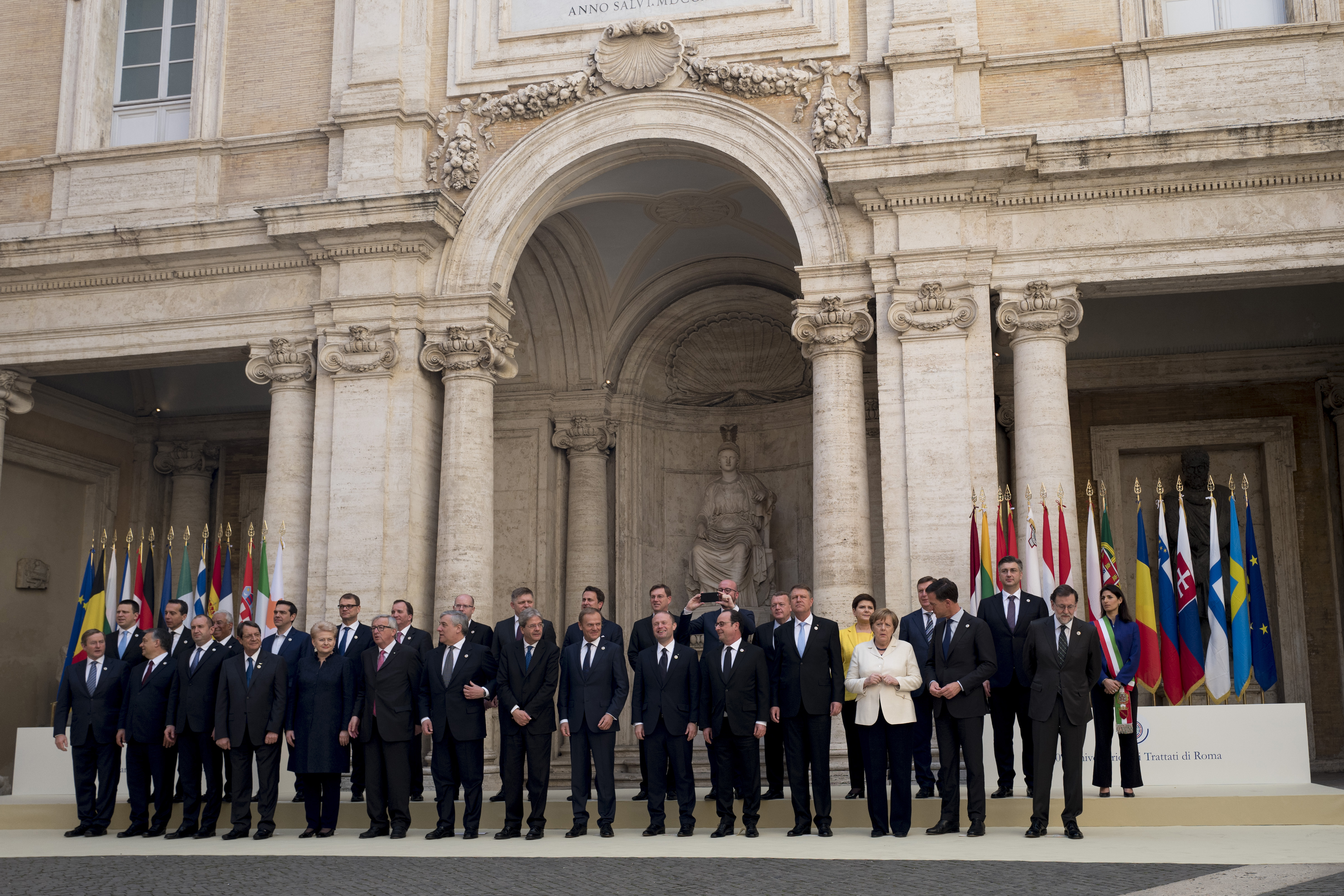
Celebrazione per i 60 anni dei Trattati di Roma

- 2 marzo - Il presidente del Consiglio Gentiloni incontra a Palazzo Chigi il primo ministro di Malta Joseph Muscat. Il M5S, durante una conferenza alla Camera, chiede al ministro Anna Finocchiaro che il presidente del Consiglio Gentiloni riferisca al Parlamento sulla vicenda Consip, che ha visto indagato anche il ministro Luca Lotti, contro cui il M5S deposita una mozione di sfiducia.
- 3 marzo - Assegnata al ministro Poletti la delega alle politiche giovanili.
- 6 marzo - Il presidente del Consiglio Gentiloni firma un accordo con vari sindaci delle città d'Italia, con il quale il governo si impegna a stanziare denaro per la riqualificazione delle periferie.[54]
- 7 marzo - Il presidente del Consiglio Gentiloni si reca a Parigi, per partecipare a un vertice a quattro con il primo ministro spagnolo Mariano Rajoy, la cancelliera tedesca Angela Merkel e il presidente francese Francois Hollande. La Camera approva in via definitiva, con 304 voti favorevoli, 38 contrari e 107 astenuti, la legge delega per il riordino del sistema nazionale della Protezione Civile.
- 8 marzo - Il Consiglio europeo comunica di non ritenere corretta la gestione dei rimpatri forzati avviati dal governo. Il presidente del Consiglio Gentiloni risponde, invitando l'UE a contribuire alla risoluzione del problema.
- 9 marzo - Il Senato approva in via definitiva, con 138 sì, 71 no e 21 astenuti, il ddl povertà che introduce il reddito di inclusione.[55]
- 10 marzo - Il presidente del Consiglio Gentiloni incontra la cancelliera tedesca Merkel. Il CdM su proposta del presidente Gentiloni e del ministro Lotti approva, in esame preliminare, un decreto legislativo che prevede la revisione della composizione e delle competenze del Consiglio nazionale dell’Ordine dei giornalisti. Il CdM ratifica la convenzione europea relativa alla costruzione di un impianto laser a elettroni liberi a raggi X fatta ad Amburgo il 30 novembre 2009. Il CdM rinnova le concessioni su tutto il territorio nazionale della Rai. Il CdM su proposta del presidente del Consiglio Gentiloni approva lo statuto della Fondazione Italia Sociale, istituita dalla legge delega di riforma del Terzo settore, dell’impresa sociale e della disciplina del Servizio civile universale. Il CdM delibera lo stanziamento di ulteriori 70 milioni di euro per far fronte alla situazione d'emergenza in Abruzzo, Lazio, Marche e Umbria.[56]
- 13 marzo - Il Movimento Democratico e Progressista presenta in Senato una mozione di censura contro il ministro dello Sport Luca Lotti.
- 14 marzo - Il CdM sceglie il 28 maggio come data per il referendum su Voucher e Codice degli Appalti.[57]
- 15 marzo - Il Senato approva con voto di fiducia (156 sì, 121 no e 1 astenuto) la riforma del processo penale. In serata viene respinta (52 sì, 161 no e 2 astenuti) la mozione di sfiducia del M5S al ministro Lotti.
- 16 marzo - Il CdM, su proposta del presidente del Consiglio Gentiloni, del ministro Poletti e del ministro Delrio, approva un decreto legge volto a sopprimere l'istituto del lavoro accessorio (c.d. voucher) e a modificare la disciplina sulla responsabilità solidale in materia di appalti. Con questo decreto non si svolgerà il Referendum, convocato appena 2 giorni prima.[58]
- 18 marzo - Il ministro Padoan partecipa a una conferenza del G20, al quale partecipano i vari ministri dell'Economia. Il Nuovo Centrodestra, terzo partito di governo, si scioglie e al suo posto viene fondato dal ministro Alfano Alternativa Popolare.
- 24 marzo - Il CdM, su proposta del presidente del Consiglio Gentiloni e del ministro Padoan, approva un decreto legge sulla proroga dei termini relativi alla rottamazione delle cartelle esattoriali, termini prorogati al 21 aprile. Il CdM, su proposta del presidente del Consiglio Gentiloni e del ministro Lotti, approva, in esame preliminare, due decreti legge riguardanti la ridefinizione della disciplina dei contributi diretti alle imprese editrici di quotidiani e periodici e il regolamento concernente i criteri di riparto tra i soggetti beneficiari e le procedure di erogazione delle risorse del fondo per il pluralismo e l'innovazione dell'informazione in favore delle emittenti televisive e radiofoniche locali. Il CdM, su proposta del ministro Alfano, approva un disegno di legge di ratifica ed esecuzione dell’accordo tra il governo della Repubblica italiana e il governo della Repubblica francese relativo all'attuazione di un servizio di autostrada ferroviaria (AFA) tra l’Italia e la Francia, fatto a Lussemburgo il 9 ottobre 2009. Il CdM decreta lo scioglimento, per infiltrazioni mafiose, il comune di Lavagna.[59]
- 25 marzo - Si celebrano a Roma i 60 anni dai Trattati di Roma, che istituirono la C.E.E., alla presenza di 27 fra capi di Stato e di governo stranieri.[60][61]
- 29 marzo - Il Senato approva con voto di fiducia (145 sì e 107 no) la conversione in legge del decreto sull'immigrazione. La Camera dà il via libera definitivo al ddl "Disposizioni in materia di misure di protezione dei minori stranieri non accompagnati" con 375 voti a favore, 13 contrari e 41 astenuti.
- 30 e 31 marzo - Si svolge a Firenze il G7 dei Ministri della Cultura.
- 31 marzo - Il CdM, su proposta del presidente del Consiglio Gentiloni, approva, in esame preliminare, il ddl su disposizioni per l'adempimento degli obblighi derivanti dall'appartenenza dell'Italia all'Unione europea (Legge europea 2017) riguardante: avvocati stabiliti, tracciabilità dei medicinali veterinari, disposizioni penali contro particolari forme ed espressioni di razzismo e xenofobia (negazionismo), disciplina transitoria di accesso al fondo per l'indennizzo delle vittime di reati intenzionali violenti, rimborsi IVA, modifiche al regime di non imponibilità ai fini IVA delle cessioni all'esportazione, agevolazioni fiscali per le navi iscritte nei Registri dei Paesi dell'UE o dello Spazio economico europeo (SEE), trattamento economico degli ex lettori di lingua straniera in servizio presso Università statali, ravvicinamento delle legislazioni degli Stati membri relative alle caseine e ai caseinati destinati all'alimentazione umana, tutela acque e monitoraggio delle sostanze chimiche, applicazione dei limiti di emissione degli scarichi idrici e trattamento economico del personale estraneo alla pubblica amministrazione selezionato per partecipare a iniziative e missioni del Servizio europeo di azione esterna. Il CdM, su proposta del ministro Alfano, approva due dl di ratifica ed esecuzione degli accordi internazionali di collaborazione culturale, scientifica e strategica firmati con Afghanistan, Bielorussia, Bolivia, Mozambico, Birmania, Nicaragua, Qatar, Camerun, Corea del Sud, Costa Rica, Gabon, Kirghizistan, Laos, Montenegro, Repubblica Dominicana, Singapore e Sri Lanka.[62]

#### Aprile

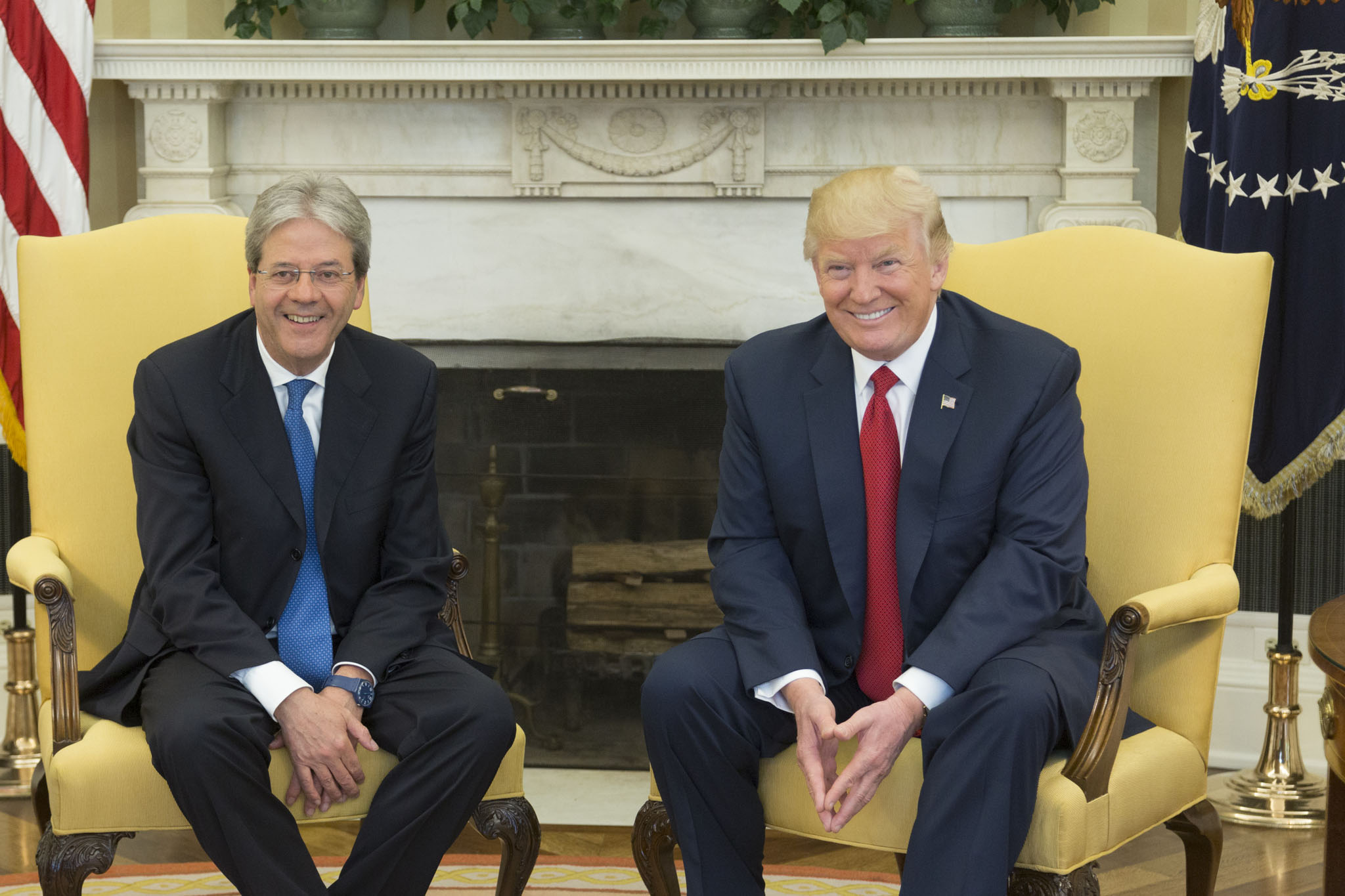
Il presidente del Consiglio Gentiloni a colloquio con il presidente USA Trump.

- 1º aprile - Il presidente del Consiglio Gentiloni incontra il presidente del Niger Mahamadou Issoufou. Il governo stanzia al Niger 50 milioni con lo scopo che vengano rafforzate le frontiere per limitare i flussi migratori verso l'Italia.[63]
- 2 aprile - Firmato al Viminale, alla presenza del ministro Minniti un accordo di pace, fra i rappresentanti delle popolazioni tuareg delle tribù dei Tebu e degli Awlad Suleiman, del sud della Libia, per stabilizzare la situazione della regione al fine di limitare i flussi migratori verso l'Italia.[64]
- 4 aprile - Il Senato approva (167 sì, 4 no e 40 astenuti) l'istituzione di una commissione d'inchiesta sul sistema bancario italiano.
- 5 aprile - Il presidente del Consiglio Gentiloni e il presidente Mattarella ricevono i reali Carlo e Camilla d'Inghilterra. Il Senato approva con voto di fiducia (153 sì, 104 no e 1 astenuto) il terzo decreto sul terremoto.
- 5 aprile - La maggioranza è battuta in Commissione Affari Costituzionali: con votazione segreta viene infatti eletto presidente della commissione Salvatore Torrisi (AP), al posto del candidato del PD Giorgio Pagliari. Il PD accusa AP di "slealtà" e chiede immediati colloqui con i presidenti Paolo Gentiloni e Sergio Mattarella.[65]
- 7 aprile - Il CdM su proposta del ministro Fedeli approva in esame definitivo otto ddl di attuazione della riforma scolastica nota come Buona Scuola. Il CdM, su proposta del ministro Alfano, approva un disegno di legge di ratifica ed esecuzione dell'Accordo sulla protezione dell'ambiente marino e costiero di una zona del Mar Mediterraneo (RAMOGE), tra Italia, Francia e Principato di Monaco, firmato a Monaco il 10/5/1976 ed emendato a Monaco il 27/11/2003. Il CdM decreta lo scioglimento, per infiltrazioni mafiose, del comune di Nardodipace.[66]
- 6 aprile - La Camera approva (con 232 sì, 52 no e 68 astenuti) il decreto che abolisce i voucher e modifica la normativa sugli appalti.
- 9 e 10 aprile - Si svolge a Roma il G7 dei Ministri dell'Energia.
- 10 e 11 aprile - Si svolge a Lucca il G7 dei Ministri degli Esteri
- 11 aprile - Il CdM su proposta del presidente del Consiglio Gentiloni e del ministro Padoan approva un nuovo DEF e una manovra correttiva di 3,4 miliardi di euro.[67] Il CdM su proposta del presidente del Consiglio Gentiloni, e dei ministri Delrio e Padoan, approva un ddl su misure urgenti in materia finanziaria, iniziative a favore di enti territoriali, altri interventi a favore di zone colpite da eventi sismici e misure per lo sviluppo. Il CdM delibera la proroga di stato di emergenza nella provincia di Foggia e nella provincia di Bari e nei comuni di Bisceglie, Brindisi, Foggia, Lecce, Margherita di Savoia, Anguillara Sabazia, Campagnano di Roma, Castelnuovo di Porto, Cerveteri, Fiumicino, Ladispoli, Morlupo, Roma e Sacrofano.[68]
- 12 aprile - La Camera approva in via definitiva la conversione in legge del decreto Minniti sui migranti (con 240 si, 176 no e 12 astenuti), MDP vota contro. Il decreto prevede creazione di nuovi Centri di permanenza per il rimpatrio nelle Regioni (per un totale di 1600 posti), eliminazione di un grado di giudizio per i ricorsi, riduzione dei tempi per richiesta d’asilo e la possibilità per i richiedenti di svolgere lavori di pubblica utilità gratuiti e volontari. Stanziati 19 milioni per garantire l'esecuzione delle espulsioni.[69] Il Senato approva definitivamente la conversione in legge del decreto Minniti sulla sicurezza (con 141 sì, 97 no e 2 astenuti). Il decreto prevede la creazione del Comitato metropolitano per l'analisi delle tematiche di sicurezza urbana relative alla città metropolitana, il daspo urbano, nuove norme contro spaccio stupefacenti, nuove norme contro parcheggiatori abusivi e la possibilità per il giudice di disporre l'obbligo di ripristino dei luoghi per chi agisce contro il decoro urbano.[70]
- 13 aprile - Il CdM, su proposta del presidente del Consiglio Gentiloni e del ministro Delrio, ha approvato, in esame definitivo, un decreto legislativo correttivo del Codice dei contratti pubblici relativi a lavori, servizi e forniture, adottato a norma dell’articolo 1, comma 8, della legge delega n. 11 del 2016 e in esito alla consultazione pubblica.[71]
- 14 aprile - Viene firmato a Palazzo Chigi dal Presidente del Consiglio Gentiloni, il Memorandum d'intesa sul Reddito di inclusione, insieme al ministro Poletti e all'associazione Alleanza contro la povertà.
- 19 aprile - Il presidente del Consiglio Gentiloni si reca negli Stati Uniti dove incontra il presidente Donald Trump.[72][73]
- 23 aprile - Si svolge un referendum aperto ai dipendenti della compagnia Alitalia sul decidere l'approvazione del verbale sul rapporto tra compagnia e governo. Affluenza al 55%. Si svolgono manifestazioni sindacali.
- 28 aprile - Il CdM, su proposta del presidente del Consiglio Gentiloni e del ministro Minniti, approva un decreto legge che, al fine di rafforzare i dispositivi di sicurezza connessi allo svolgimento del vertice tra i sette maggiori Paesi industrializzati (G7) che si terrà a Taormina il 26 e il 27 maggio prossimi, stabilisce l’incremento, per il mese di maggio 2017, del contingente di personale delle Forze armate, già destinato alle esigenze di prevenzione e contrasto della criminalità e del terrorismo, di 2.900 unità. In tale periodo, il contingente passerà quindi dalle originarie 7.050 a 9.950 unità. Il CdM, su proposta del presidente del Consiglio Gentiloni, ha approvato, in esame definitivo, un disegno di legge che delega il governo al recepimento delle direttive europee e all'attuazione di altri atti dell’Unione europea (“Legge di delegazione europea 2016”).Il CdM, su proposta del presidente del Consiglio Gentiloni, ha approvato, in esame definitivo, un disegno di legge che detta disposizioni per l’adempimento degli obblighi derivanti dall'appartenenza dell’Italia all’Unione europea (Legge europea 2017). Il CdM, su proposta del presidente del Consiglio Gentiloni e del ministro Padoan, ha approvato, in esame preliminare, un decreto legislativo di attuazione della direttiva 2014/65/UE relativa ai mercati degli strumenti finanziari (cosiddetta MiFID II) e di adeguamento della normativa nazionale alle disposizioni del regolamento (UE) 600/2014 sulla stessa materia (cosiddetto MiFIR). Il CdM, su proposta del presidente del Consiglio Gentiloni e del ministro Padoan, ha approvato, in via definitiva, il decreto del presidente del Consiglio dei ministri sulla disciplina di funzionamento del collegio arbitrale che dovrà decidere in merito all’erogazione delle prestazioni in favore degli investitori che, alla data del 23 novembre 2015, detenevano strumenti finanziari subordinati nelle banche in liquidazione (Banca delle Marche; Banca Popolare dell’Etruria e del Lazio; Cassa di Risparmio di Ferrara; Cassa di Risparmio della Provincia di Chieti). Tali prestazioni saranno a carico del fondo di solidarietà istituito dalla stessa legge di stabilità 2016 e alimentato dal fondo interbancario a tutela dei depositi bancari. Il CdM, su proposta del ministro Calenda, ha deliberato la concessione in esclusiva alla RAI, per una durata decennale a decorrere dal 30 aprile 2017, dell’esercizio del servizio pubblico radiofonico, televisivo e multimediale sull’intero territorio nazionale, approvando contestualmente l’annesso schema di convenzione, recante le condizioni e le modalità di tale esercizio, che sarà successivamente stipulata tra il Ministero dello sviluppo economico e la società concessionaria.[74]
- 29 aprile - Si svolge a Bruxelles un vertice UE incentrato sulla Brexit, al quale partecipa il Presidente del Consiglio Gentiloni.
- 30 aprile - Si svolgono le elezioni primarie del PD per la scelta del nuovo segretario. A seggi chiusi, l'ex segretario Matteo Renzi vince largamente sugli sfidanti Michele Emiliano, governatore della Regione Puglia, e Andrea Orlando, ministro della Giustizia.

#### Maggio

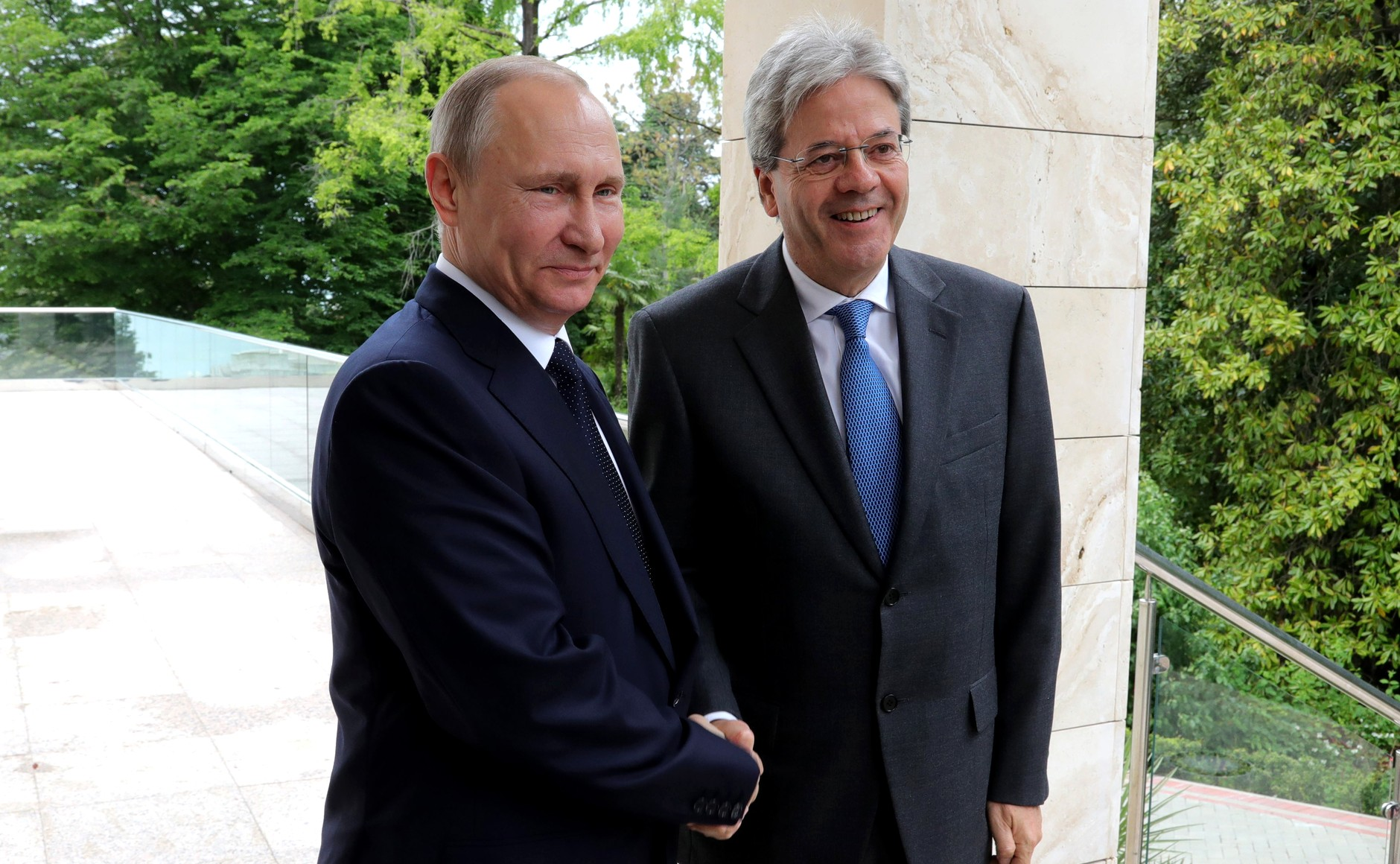
Il Presidente del Consiglio Gentiloni e il Presidente Putin

- 1º maggio - Il presidente del Consiglio Gentiloni si reca in Kuwait, dove incontra l'emiro Sabah al Ahmad.
- 2 maggio - Il miliardario George Soros si reca a Palazzo Chigi e incontra il presidente del Consiglio Gentiloni; il motivo dell'incontro non è stato precisato ufficialmente[75]. Il CdM, su proposta del presidente del Consiglio Gentiloni e dei ministri Padoan e Calenda, ha approvato un decreto legge che introduce misure urgenti volte ad assicurare la continuità del servizio svolto da Alitalia – Società Aerea Italiana S.p.a., posta in data odierna in amministrazione straordinaria. Il CdM, su proposta del ministro Minniti, ha approvato l’affidamento della gestione del Comune di Borgetto a una commissione straordinaria.[76]
- 3 maggio - Il Senato approva con fiducia (158 sì, 110 no e 1 astenuto) il disegno di legge sulla concorrenza.
- 4 maggio - La Camera approva (con 225 sì, 166 no e 11 astenuti) la nuova legge sulla legittima difesa. MDP, M5S e Lega Nord vota contro. Il leader leghista Matteo Salvini, presente in aula non come parlamentare, viene espulso dall'aula. Scoppiano diverse polemiche riguardanti il fatto che la legge legittima l'utilizzo di armi da fuoco per la difesa personale solo nelle "ore notturne".[77]
- 5 maggio - Il CdM, su proposta del ministro Orlando, ha approvato, in esame preliminare, un decreto legislativo che, in attuazione della legge 29 aprile 2016, n. 57, completa la riforma organica della magistratura onoraria, prevedendo ulteriori disposizioni sui giudici di pace, nonché una disciplina transitoria relativa ai magistrati onorari già in servizio. Il CdM, su proposta del presidente del Consiglio Gentiloni e del ministro Lotti, ha approvato un decreto legislativo che, in attuazione della legge 26 ottobre 2016, n. 198, prevede disposizioni per la ridefinizione della disciplina dei contributi diretti alle imprese editrici di quotidiani e periodici e un decreto legislativo che prevede la revisione della composizione e delle competenze del Consiglio nazionale dell’Ordine dei giornalisti. Il CdM, su proposta del presidente del Consiglio Gentiloni e del ministro Costa ha approvato un decreto legislativo che, modificando e integrando il decreto del Presidente della Repubblica 6 aprile 1984, n. 426, introduce nuove norme di attuazione dello statuto speciale per la Regione Trentino-Alto Adige concernenti le modalità di nomina e la composizione del Tribunale regionale di giustizia amministrativa – Sezione autonoma di Bolzano. Il Consiglio dei ministri, su proposta del presidente del Consiglio Gentiloni, ha deliberato l’integrazione dell’incarico conferito al prefetto dott. Riccardo Carpino quale commissario straordinario del governo per la realizzazione di interventi infrastrutturali e di sicurezza connessi alla Presidenza italiana del Gruppo dei sette Paesi più industrializzati (G7 di Taormina). Il CdM su proposta del ministro Minniti, ha deliberato lo scioglimento per infiltrazioni da parte della criminalità organizzata del Consiglio comunale di Canolo. Tiziano Treu è nominato presidente del Consiglio nazionale dell’economia e del lavoro (CNEL).[78]
- 10 maggio - Il Senato approva definitivamente (con 158 sì, 9 no e 45 astenuti) il ddl sul lavoro autonomo che prevede, per professionisti e partite Iva maggiori tutele sui pagamenti e in caso di malattie e infortuni, l'indennità strutturale di disoccupazione per i collaboratori, il riconoscimento dell'indennità di maternità per le lavoratrici, a prescindere dall'astensione dal lavoro e la partecipazione ai bandi di gara e agli appalti pubblici. La legge introduce misure dedicate al lavoro agile per il lavoratore autonomo.
- 11 maggio - Il CdM su proposta del ministro Minniti, ha deliberato lo scioglimento dei Consigli comunali di San Felice a Cancello, Laureana di Borrello, Bova Marina e Gioia Tauro, per accertati condizionamenti dell’attività amministrativa da parte della criminalità organizzata.[79]
- 11, 12 e 13 maggio - Si svolge a Bari il G7 dei Ministri delle Finanze.
- 12 maggio - Il CdM su proposta del ministro Poletti, ha approvato, in esame preliminare, tre decreti legislativi di attuazione della legge delega per la riforma del Terzo settore, dell’impresa sociale e la disciplina del servizio civile universale (legge 6 giugno 2016, n. 106); i decreti prevedono inoltre un nuovo codice del Terzo settore e l'istituzione del “cinque per mille” dell’Imposta sul reddito delle persone fisiche (Irpef). Il CdM su proposta del presidente del Consiglio Gentiloni e del ministro Lotti, ha approvato, in esame definitivo, un decreto legislativo che prevede disposizioni per l’incremento dei requisiti e la ridefinizione dei criteri per l’accesso ai trattamenti di pensione di vecchiaia anticipata dei giornalisti e per il riconoscimento degli stati di crisi delle imprese editrici, in attuazione della legge di riforma dell’editoria (legge 26 ottobre 2016, n. 198). Il CdM su proposta della ministra Madia e del ministro Delrio, ha approvato, in secondo esame preliminare, un decreto legislativo che, in attuazione della legge di riforma della Pubblica Amministrazione, introduce dal 1º luglio 2018 il documento unico di circolazione per gli autoveicoli, motoveicoli e rimorchi.[80]
- 17 maggio - Il presidente del Consiglio Gentiloni incontra il presidente russo Putin. La Camera approva in via definitiva (con 432 sì e un'astensione) la legge sul cyberbullismo.
- 19 maggio - Il CdM, su proposta del presidente del Consiglio Gentiloni e della ministra Lorenzin, ha approvato un ddl con misure urgenti su prevenzione vaccinale che reintroduce l'obbligatorietà delle vaccinazioni, portando i vaccini obbligatori da 4 a 12, per l'iscrizione dei bambini a scuola fino ai 16 anni. Il CdM, su proposta della ministra Madia, ha approvato, in esame definitivo, due ddl con disposizioni di attuazione della riforma della PA (legge 7 agosto 2015, n. 124): il primo decreto integra e modifica il Testo unico del pubblico impiego; il secondo introduce modifiche sulla valutazione della performance dei dipendenti pubblici. Il CdM, su proposta del presidente del Consiglio Gentiloni e del ministro Galletti, ha approvato, in esame definitivo, un regolamento, da attuarsi mediante decreto del Presidente della Repubblica, che semplifica la disciplina di gestione delle terre e rocce da scavo, ai sensi dell'art. 8 del ddl 12 settembre 2014, n. 133, convertito, con modifiche, dalla legge 11 novembre 2014, n.164. Il provvedimento definisce un quadro normativo di riferimento completo, coerente con la disciplina nazionale e comunitaria, assorbendo in un testo unico le disposizioni oggi vigenti che disciplinano la gestione e l'utilizzo delle terre e rocce da scavo. Il CdM, su proposta del presidente del Consiglio Gentiloni, sentiti i ministri Poletti e Padoan, ha approvato lo statuto della Fondazione "Italia sociale", istituita dalla legge delega di riforma del Terzo settore, dell'impresa sociale e della disciplina del Servizio civile universale.[81]
- 24 maggio - Il CdM, su proposta della Ministra Madia, approva in esame definitivo, tre decreti legislativi di attuazione della legge di riforma della pubblica amministrazione (legge n. 124 del 7 agosto 2015) riguardanti i ruoli delle forze di polizia introducendo disposizioni volte a migliorare l’efficienza delle istituzioni preposte alla tutela della sicurezza dei cittadini e della difesa del Paese e a valorizzare la professionalità e il merito del personale, l’ordinamento del personale del Corpo nazionale dei vigili del fuoco e altre norme per l’ottimizzazione delle funzioni del Corpo anche alla luce delle competenze, trasferite dal Corpo forestale, e l'introduzione del documento unico di circolazione per gli autoveicoli, motoveicoli e rimorchi. Il CdM, su proposta della Ministra Pinotti, ha approvato, in esame definitivo, un decreto legislativo che, in attuazione della legge n. 244 del 31 dicembre 2012, detta disposizioni per il riordino dei ruoli e delle carriere del personale delle Forze Armate, in un contesto di equiordinazione del loro ordinamento con quello delle Forze di Polizia a ordinamento civile. Il CdM, su proposta del presidente del Consiglio Gentiloni e del ministro Padoan, approva in esame definitivo, un decreto legislativo che detta disposizioni più severe in materia di antiriciclaggio e di contrasto al finanziamento delle attività terroristiche recependo la direttiva UE n. 849 del 2015. Il CdM, su proposta del presidente del Consiglio Gentiloni e del ministro Padoan, ha approvato in via definitiva, dopo l’esame delle competenti commissioni parlamentari, il decreto legislativo che introduce una nuova disciplina per l’attività dei “compro oro” in attuazione della legge n. 170 del 2016. Il CdM, su proposta del ministro Alfano, ha approvato un disegno di legge di ratifica ed esecuzione dell’Accordo di partenariato strategico tra l’Unione europea e i suoi Stati membri, da una parte, e il Canada, dall'altra, firmato a Bruxelles il 30 ottobre 2016, nonché dell’Accordo economico e commerciale globale tra il Canada, da una parte, e l’Unione europea e i suoi Stati membri, dall'altra, con allegati, firmato a Bruxelles il 30 ottobre 2016, e relativo strumento interpretativo comune. Il CdM, su proposta del presidente del Consiglio Gentiloni, ha deliberato la dichiarazione dello stato di emergenza in conseguenza degli eccezionali eventi meteorologici che si sono verificati nei giorni dal 24 al 26 novembre 2016 nel territorio delle province di Crotone e Reggio Calabria, e nei giorni dal 22 al 25 gennaio 2017 nel territorio delle province di Catanzaro, Crotone, Reggio Calabria e nei comuni di Longobucco, Oriolo e Trebisacce in provincia di Cosenza e di Vazzano in provincia di Vibo Valentia. Inoltre viene deliberata la dichiarazione dello stato di emergenza in conseguenza delle eccezionali avversità atmosferiche che si sono verificate nei giorni dall’8 al 30 giugno 2016 nel territorio delle Province di Bergamo e Sondrio.[82]

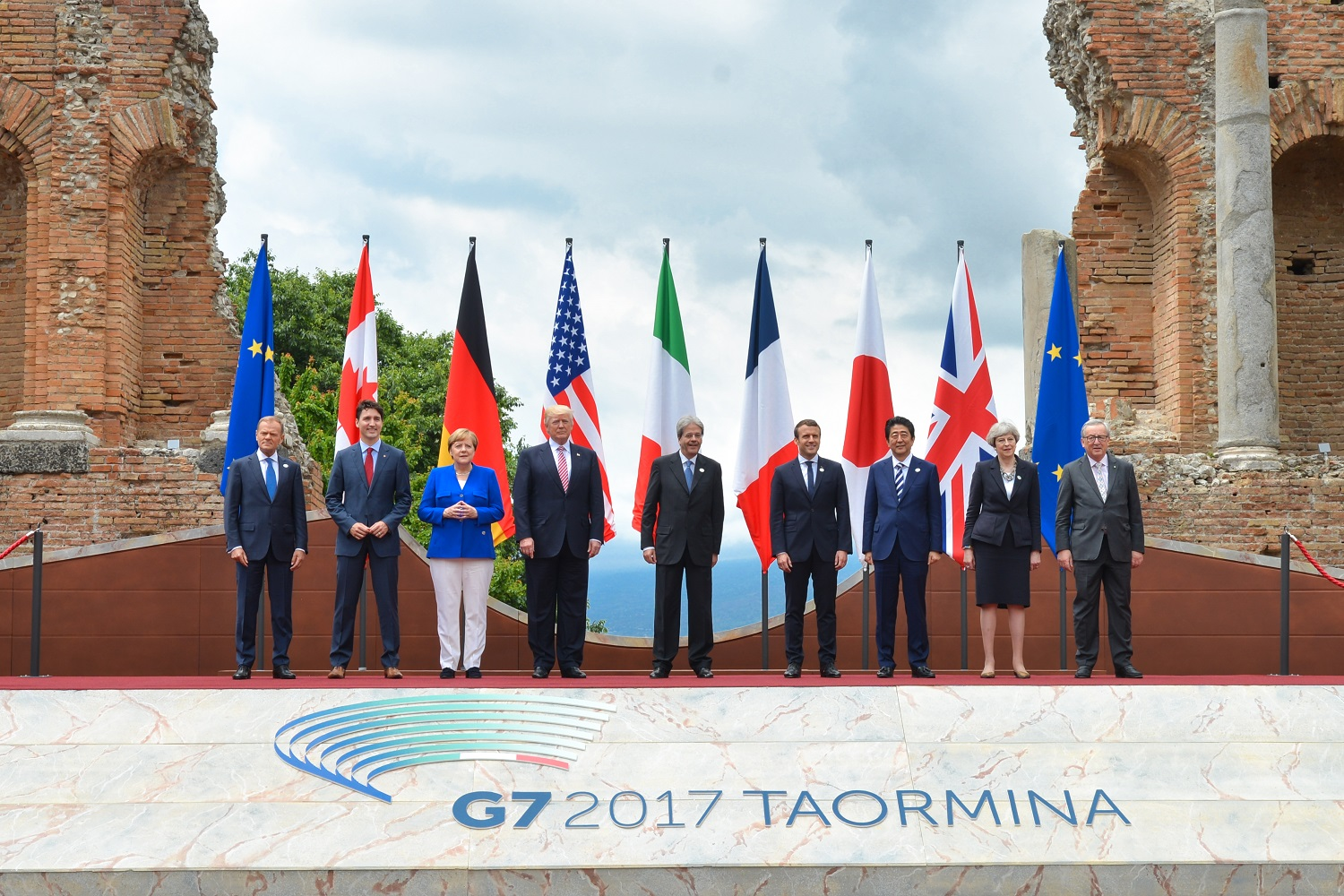
I leader del G7 a Taormina.

- 26 maggio - Si svolge a Taormina il vertice del G7 presieduto dal presidente del Consiglio Gentiloni. I leader dei vari paesi partecipanti trattano soluzioni ai problemi climatici, al terrorismo e all'immigrazione.
- 29 maggio - Comincia in Parlamento il dibattito sugli accordi, la stesura e l'approvazione di una nuova legge elettorale, omogenea fra le due Camere, come indicato dal presidente Mattarella. Il presidente del Consiglio Gentiloni dichiara piena collaborazione da parte del governo.

#### Giugno
- 6 giugno - Il CdM, su proposta del ministro Minniti, ha deliberato lo scioglimento del Consiglio comunale di Castelvetrano (TP), per accertati condizionamenti dell’attività amministrativa da parte della criminalità organizzata.[83]
- 8 giugno - Alla Camera viene approvato un emendamento della deputata di FI Michaela Biancofiore, la maggioranza viene quindi battuta, relativamente alla proposta di una nuova legge elettorale. Alcuni partiti di opposizione chiedono lo scioglimento anticipato della legislatura.
- 9 giugno - Il CdA della Rai nomina Mario Orfeo nuovo direttore generale in sostituzione di Antonio Campo Dall'Orto, dimessosi. Il CdM, su proposta del ministro Poletti, approva in esame preliminare un decreto legislativo di attuazione della legge sul contrasto della povertà, l'introduzione del Reddito d'Inclusione (Re.I.), il riordino delle prestazioni di natura assistenziale e il rafforzamento del sistema degli interventi e dei servizi sociali (legge 15 marzo 2017, n. 33). Il CdM, su proposta del presidente del Consiglio Gentiloni e del ministro De Vincenti, approva un decreto legge che introduce disposizioni urgenti per la crescita economica nel Mezzogiorno. Il CdM, su proposta della Ministra Madia, approva in esame definitivo, un decreto legislativo di attuazione della legge di riforma della pubblica amministrazione (legge 7 agosto 2015, n. 124), che integra e modifica il “Testo unico in materia di società a partecipazione pubblica”. Il CdM, su proposta del presidente del Consiglio Gentiloni e del ministro Galletti, approva in esame definitivo, un decreto legislativo che, in attuazione della direttiva 2014/52/UE del Parlamento europeo del 16/04/2014, modifica l’attuale disciplina della procedura di Valutazione di Impatto Ambientale (VIA) e della procedura di “Verifica di assoggettabilità a valutazione di impatto ambientale (VIA)”, al fine di efficientare le procedure, di innalzare i livelli di tutela ambientale, di contribuire a sbloccare il potenziale derivante dagli investimenti in opere, infrastrutture e impianti per rilanciare la crescita sostenibile, attraverso la correzione delle criticità riscontrate da amministrazioni e imprese. Il CdM, su proposta del presidente del Consiglio Gentiloni, dei ministri Delrio e Calenda, approva in esame definitivo, un decreto legislativo di adeguamento della normativa nazionale alle disposizioni del regolamento (UE) n. 305 del 2011 sulle condizioni armonizzate per la commercializzazione dei prodotti da costruzione. Il CdM, su proposta del presidente del Consiglio Gentiloni, del Ministro Calenda e del Ministro Galletti, approva in esame preliminare, un decreto legislativo in materia di sicurezza degli impianti nucleari, in attuazione della delega di cui alla legge di delegazione europea 2014. Il CdM, su proposta del presidente del Consiglio Gentiloni e del Ministro Delrio, approva in esame preliminare, un regolamento, da attuarsi mediante decreto del Presidente della Repubblica, che attua la direttiva 2014/90/UE del Parlamento europeo e del Consiglio del 23 luglio 2014 sull'equipaggiamento marittimo. Il CdM, su proposta del Ministro Martina, approva in esame preliminare, un decreto legislativo che, in attuazione della legge delega per la semplificazione, razionalizzazione e competitività dei settori agricolo e agroalimentare (legge 28 luglio 2016, n.154), introduce nuove norme volte a regolamentare il mercato interno del riso. Il CdM, su proposta del presidente del Consiglio Gentiloni, delibera lo scioglimento del Consiglio comunale di Sorbo San Basile (CZ), per infiltrazioni della criminalità organizzata, a norma dell’articolo 143 del Testo unico delle leggi sull'ordinamento degli enti locali (TUEL).[84]
- 11 giugno - A Bologna si svolge un vertice del G7 incentrato sul tema ambientale al quale partecipa il ministro Galletti. In 1009 comuni si sono svolte le elezioni amministrative.
- 14 giugno - La Camera dei Deputati approva (con 267 voti a favore, 136 contrari e 24 astenuti) la riforma del codice penale, del codice di procedura penale e dell'ordinamento penitenziario, sulla quale il governo aveva posto la fiducia.
- 15 giugno - Il Senato approva (con 144 voti a favore, 104 contrari e un astenuto) il decreto con la manovra correttiva dei conti pubblici. MDP non partecipa al voto.
- 16 giugno - Il CdM approva un decreto legge che proroga il termine di scadenza delle obbligazioni subordinate emesse da una banca che abbia chiesto di accedere a una ricapitalizzazione precauzionale. La proroga si applica esclusivamente ai titoli in scadenza nei sei mesi successivi alla richiesta di intervento dello Stato e fino al termine dello stesso periodo di sei mesi e si rende necessaria per assicurare la parità di trattamento tra creditori subordinati per la condivisione degli oneri nel caso di intervento pubblico secondo quanto previsto dal decreto legge n. 237 del 2016 (cosiddetto decreto “salva-risparmio”). Il CdM, su proposta del presidente del Consiglio Gentiloni e del ministro De Vincenti, approva in esame preliminare, un regolamento, da attuarsi mediante decreto del Presidente della Repubblica, che introduce nuove norme e adegua quelle già in vigore al fine di rendere esecutivo il regolamento (UE) n. 1303 del 2013, che disciplina la programmazione e l’uso dei Fondi strutturali e d'investimento europei (Fondi SIE) per il periodo di programmazione 2014-2020. Il CdM, su proposta del presidente del Consiglio Gentiloni e del ministro Orlando, approva in esame definitivo un decreto legislativo che, in attuazione di norme europee, introduce nell'ordinamento nazionale l’ordine di indagine europeo. Il CdM, su proposta del presidente del Consiglio Gentiloni e dei Ministri Martina e Orlando, approva in esame preliminare un decreto legislativo che, in attuazione della legge sulla semplificazione, razionalizzazione e competitività dei settori agricolo e agroalimentare (legge 28 luglio 2016, n. 154) e della legge di delegazione europea 2015 (legge 12 agosto 2016, n. 170), introduce nuove norme volte all'armonizzazione, la razionalizzazione e la regolazione del sistema dei controlli e di certificazione del settore biologico. Il CdM, su proposta del ministro Alfano, approva un disegno di legge di ratifica della Convenzione quadro del Consiglio d’Europa sul valore del patrimonio culturale per la società, firmata a Faro (Portogallo) il 27 ottobre 2005. Il CdM, su proposta del presidente del Consiglio Gentiloni e del ministro Delrio, approva un regolamento, da adottarsi mediante decreto del Presidente della Repubblica, che modifica le disposizioni vigenti in materia di idoneità psicofisica per il conseguimento e la conferma di validità della patente di guida da parte di persone affette da malattie del sangue. Il CdM, su proposta del presidente del Consiglio Gentiloni, delibera lo stato di emergenza nel territorio della Regione Puglia in conseguenza degli eccezionali eventi meteorologici che si sono verificati nei giorni dal 5 all’11 gennaio 2017, nel territorio della Regione Basilicata in conseguenza degli eccezionali eventi meteorologici che si sono verificati nei giorni dal 5 al 18 gennaio 2017, nel territorio della Regione Molise in conseguenza degli eccezionali eventi meteorologici che si sono verificati nel mese di gennaio 2017; prorogando inoltre lo stato d'emergenza nel territorio delle province di Imperia e di Savona in conseguenza degli eccezionali eventi meteorologici che si sono verificati nei giorni 24 e 25 novembre 2016, nel territorio delle province di Cuneo e di Torino, in conseguenza degli eccezionali eventi meteorologici che si sono verificati nei giorni 23 e 24 novembre 2016 e nel territorio dei comuni afferenti alle aste fluviali dei fiumi Tanaro e Bormida delle province di Alessandria e Asti, in conseguenza degli eccezionali eventi meteorologici che si sono verificati nei giorni dal 21 al 25 novembre 2016.[85]
- 20 giugno - Alle Camere vengono depositate le mozioni relative al caso Consip. MDP chiede al presidente del Consiglio Gentiloni di ritirare le deleghe al ministro Lotti. Il ministro Alfano annuncia il voto favorevole del proprio gruppo allo ius soli temperato e allo ius culturae.
- 21 giugno - Il CdM decreta lo stato di emergenza a Parma e a Piacenza a causa della siccità, che ha colpito le due città.[86]
- 21 e 22 giugno - Si svolge a Cagliari il G7 dei Ministri dei Trasporti.
- 24 giugno - Si svolge un consiglio europeo tra i leader dei vari paesi membri. Le tematiche trattate sono la Brexit e i continui e massicci flussi migratori diretti verso l'Italia. Il presidente della Commissione europea Juncker dichiara insufficienti le proposte avanzate dal governo britannico, relativamente ai diritti dei cittadini UE residenti nel Regno Unito.
- 25 giugno - Il CdM vara il decreto di salvataggio per Banca Popolare di Vicenza e Veneto Banca.[87] Si svolge il ballottaggio delle elezioni amministrative in 35 comuni, di cui 25 capoluogo di provincia e che vede un indebolimento del M5S e del centro-sinistra, a favore del centro-destra.
- 27 giugno - La commissione esteri del Senato approva il ddl per la ratifica del CETA. A favore: PD, FI, AP, CPE, NCD. Contrari: M5S, LN, SI, GAL.
- 28 giugno - Il CdM, su proposta del ministro Padoan, approva due disegni di legge relativi al Rendiconto generale dell’Amministrazione dello Stato per il 2016, parificato dalla Corte dei conti nella seduta del 27 giugno 2017, e all'assestamento del bilancio di previsione dello Stato e dei bilanci delle Amministrazioni autonome per l’anno finanziario 2017. Il CdM, su proposta del ministro Poletti, approva in esame definitivo tre decreti legislativi di attuazione della legge delega per la riforma del Terzo settore, dell’impresa sociale e per la disciplina del servizio civile universale (legge 6 giugno 2016, n. 106) riguardanti il nuovo Codice riordina tutta la normativa riguardante gli enti del Terzo settore al fine di sostenere l’autonoma iniziativa dei cittadini, la revisione della disciplina in materia di impresa sociale e l’istituzione del “cinque per mille” dell’Imposta sul reddito delle persone fisiche (Irpef). Il CdM, su proposta del presidente del Consiglio Gentiloni e del ministro Orlando, approva in esame preliminare un decreto legislativo che, in attuazione della “legge di delegazione europea 2014” (legge 9 luglio 2015, n. 114), introduce nell’ordinamento nazionale una nuova disciplina sanzionatoria per la violazione delle disposizioni di cui alla direttiva 94/11/CE, concernente l’etichettatura dei materiali usati nelle principali componenti delle calzature destinate alla vendita al consumatore, e al regolamento (UE) n. 1007 del 2011, relativo alle denominazioni delle fibre tessili e all’etichettatura e al contrassegno della composizione fibrosa dei prodotti tessili. Il CdM, su proposta del ministro Alfano, approva due disegni di legge di ratifica ed esecuzione di accordi e altri atti internazionali riguardanti: l’Accordo tra la Repubblica Italiana e l’Organizzazione internazionale di diritto per lo sviluppo (IDLO) relativo alla sede dell’Organizzazione, firmato a Roma il 14 giugno 2017; dello Scambio di lettere tra la Repubblica Italiana e il Centro internazionale di studi per la conservazione ed il restauro dei beni culturali (ICCROM) aggiuntivo all’Accordo di Parigi del 27 aprile 1957 e allo scambio di note del 7 gennaio 1963 sull’istituzione e lo status giuridico dell’ICCROM, firmato a Roma il 17 marzo 2017; dello scambio di note tra il governo della Repubblica Italiana e la Multinational Force and Observers (MFO) emendativo dell'Accordo di sede del 12 giugno 1982, firmato a Roma il 7 e 8 giugno 2017; della Carta istitutiva del Forum internazionale dell’energia (IEF), con allegato, firmato a Riad il 22 febbraio 2011; del Memorandum d’intesa tra la Repubblica Italiana e il Consiglio d’Europa circa l’ufficio del Consiglio d’Europa a Venezia e il suo status giuridico, firmato a Strasburgo il 14 giugno 2017; e l’accordo tra il governo della Repubblica Italiana e il Centro europeo per le previsioni meteorologiche a medio termine, concernente i locali del Centro situati in Italia, con allegati, firmato a Reading il 22 giugno 2017. Il CdM, su proposta del presidente del Consiglio Gentiloni, ha approvato un decreto del presidente del CdM che, a norma della legge di contabilità e finanza pubblica (legge 31 dicembre 2009, n. 196), definisce gli obiettivi di spesa dei Ministeri, in coerenza con quanto previsto dal Documento di programmazione economica finanziaria 2017, concorrendo alla definizione della manovra di finanza pubblica per gli anni 2018-2020 nella cifra di 1 miliardo di euro annuo a partire dal 2018. Il CdM, su proposta del ministro Galletti, ha approvato due decreti del presidente del CdM relativi ad altrettante varianti dei piani per l’assetto idrogeologico.[88]

#### Luglio
- 5 luglio - La Camera approva (con 198 sì, 35 no e 104 astenuti) in via definitiva la legge che introduce il reato di tortura.[89]
- 12 luglio - A Trieste si svolge un incontro trilaterale fra il presidente francese Macron, la cancelliera tedesca Merkel e il presidente del Consiglio Gentiloni. Oggetto dell'incontro la continua crisi dei migranti.[90]
- 17 luglio - Il presidente del Consiglio Gentiloni annuncia il rinvio della legge ius soli, poiché mancano le condizioni politiche per farla approvare.[91]
- 19 luglio - Dopo vari dissidi con il resto della maggioranza, il ministro per gli Affari regionali Enrico Costa si dimette. Il presidente del Consiglio Gentiloni assume quindi la carica ad interim.[92]
- 20 luglio - Il Senato approva con 171 sì, 63 no e 19 astenuti il "decreto Lorenzin", relativo ai vaccini. Il testo è successivamente trasmesso alla Camera per la votazione finale.[93]
- 21 luglio - Il primo ministro dell'Ungheria Viktor Orbán interviene sulla crisi dei migranti, e chiede che il presidente del Consiglio Gentiloni chiuda i porti italiani, il quale si rifiuta.[94] Il sottosegretario al lavoro e alle politiche sociali Massimo Cassano (AP) rassegna le proprie dimissioni.[95]
- 25 luglio - Il presidente del Consiglio Gentiloni incontra il premier serbo Aleksandar Vučić.

#### Agosto
- 2 agosto - Il Senato approva definitivamente la legge per l'istituzione delle ferrovie turistiche.
- 8 agosto - Il presidente del Consiglio Gentiloni riceve il capo della Protezione Civile Fabrizio Curcio, il quale si dimette per motivi strettamente personali. Gentiloni ha quindi nominato Angelo Borrelli nuovo capo del Dipartimento, finora vice-capo[96].
- 21 agosto - Nell'isola di Ischia alle 20.57 si registra una scossa di terremoto di magnitudo 4.0.
- 28 agosto - Il presidente del Consiglio Gentiloni incontra a Parigi la Cancelliera tedesca Angela Merkel, il presidente francese Emmanuel Macron e il premier spagnolo Mariano Rajoy, per un vertice quadrilaterale tra Francia, Germania, Italia e Spagna[97].
- 29 agosto - Il CdM approva il Reddito di inclusione e contrasto alla povertà (Re.I.) e dichiara lo stato di emergenza nei comuni di Casamicciola Terme, Forio e Lacco Ameno a seguito del terremoto del 21 agosto[98].

#### Settembre
- 19 settembre - Il ministro Alfano annuncia emendamenti sullo ius soli, per una questione di logica temporale. Malumori in AP. L'opposizione di centro-destra e in particolare il segretario della Lega Nord, Matteo Salvini, annunciano una dura opposizione. Parte della maggioranza chiede che il governo non ponga la fiducia, nel timore che non sia approvato in Senato.
- 20 settembre - Il presidente del consiglio Gentiloni partecipa alla settantaduesima Assemblea generale delle Nazioni Unite, durante la quale esprime solidarietà verso il Messico (relativamente al terremoto che lo ha colpito), ribadisce l'impegno dell'Italia alla lotta contro il terrorismo ed esprime l'appoggio dell'Italia all'ONU, sull'operato di quest'ultimo, relativo alle crisi libica e nordcoreana e alla crisi dei migranti.
- 23 settembre - Il presidente del consiglio Gentiloni e il ministro Padoan annunciano il via libera al DEF.
- 26 settembre - Il capogruppo alla Camera di AP, Maurizio Lupi, annuncia il voto contrario allo ius soli del proprio partito in caso il governo ponga la fiducia. Il ministro Alfano successivamente afferma che l'approvazione dello ius soli in periodo preelettorale non farebbe altro che portare ulteriori suffragi alla Lega Nord. Il governo viene battuto al Senato, in commissione Difesa. MDP vota con l'opposizione.
- 27 settembre - La Camera approva, in via definitiva, la riforma del codice antimafia con 259 sì e 107 no.
- 28 settembre - Vertice tra il presidente del Consiglio Gentiloni e il presidente francese Macron su partecipazione di Fincantieri nei cantieri navali di Saint-Nazaire (dopo la minaccia francese di nazionalizzarli), costruzione della linea ad alta velocità Torino-Lione, politiche europee e questione libica[99]. Il Senato approva, definitivamente, la legge sui piccoli comuni con 205 sì e 2 astenuti.

#### Ottobre
- 1º ottobre - A seguito dei test nucleari della Corea del Nord, il ministro Alfano annuncia di aver ritirato l'accredito all'ambasciatore della Repubblica Popolare Democratica di Corea, che deve quindi lasciare il territorio italiano.[100]
- 3 ottobre: MDP annuncia l'uscita dal governo e il passaggio all'appoggio esterno. Il vice-ministro dell'Interno Filippo Bubbico rassegna quindi le dimissioni.[101]
- 4 ottobre - Il sottosegretario alla Difesa Domenico Rossi rimette le deleghe ma senza dimettersi. Ottiene il via libera del Senato la risoluzione di maggioranza alla nota di aggiornamento al Def. I sì sono stati 164, 108 i voti contrari e un solo astenuto, l'Aula del Senato da' anche il via libera allo scostamento di bilancio, richiesto dal governo con la nota di aggiornamento al Def, che fissa l'aggiustamento strutturale per il 2018 allo 0,3%. I sì sono stati 181 e 107 i contrari. A Montecitorio (alla Camera) i voti a favore dello scostamento di bilancio richiesto dal governo sono stati 358 e 133 i contrari. Per questo voto era necessaria la maggioranza assoluta dei componenti dell'assemblea: 316 su 630. Subito dopo è arrivato anche il via libera della Camera alla risoluzione della maggioranza sulla nota di aggiornamento al Def: i voti a favore sono stati 318 e i voti contrari 135.
- 5 ottobre - Il ministro Delrio, in segno di protesta, aderisce allo sciopero della fame a staffetta avviato da alcuni sottosegretari, che chiedono la discussione in Aula dello ius soli (a cui si erano detti precedentemente d'accordo anche la presidente della Camera Laura Boldrini, il ministro degli Interni, Marco Minniti, e, a luglio, lo stesso presidente del consiglio Gentiloni).
- 6 ottobre - Incomincia la discussione in Commissione sulla stesura della nuova legge elettorale che successivamente viene approvata. Contrari FdI, M5S, MDP.
- 10 ottobre - Il governo decide di porre la questione di fiducia sulla legge elettorale alla Camera dei Deputati. MDP annuncia l'uscita dalla maggioranza di governo e il passaggio all'opposizione.
- 11 ottobre - Si tengono i primi due voti di fiducia sulla legge elettorale, il primo con 307 favorevoli, 90 contrari e 9 astenuti, mentre al secondo 308 favorevoli, 81 contrari e 8 astenuti. Il Senato approva definitivamente la riforma del diritto fallimentare con 172 voti favorevoli, 34 contrari e 0 astenuti.
- 12 ottobre - Viene posto il terzo voto di fiducia sulla legge elettorale con 309 favorevoli, 87 contrari e 6 astenuti. A scrutinio segreto, con 375 favorevoli e 215 contrari, la legge elettorale viene approvata dalla Camera.
- 17 ottobre - Il presidente Mattarella promulga la legge relativa alle modificazioni del codice antimafia, tuttavia esprime, in una lettera rivolta al presidente del Consiglio Gentiloni, i suoi dubbi relativi all'applicazione della legge stessa. MDP rende nota la richiesta di un incontro al presidente Sergio Mattarella, per comunicargli l'uscita formale dalla maggioranza di governo.[102]
- 18 ottobre - Il PD presenta una mozione di sfiducia all'attuale governatore di Bankitalia, Ignazio Visco.[103]
- 23 ottobre - In commissione Senato viene approvato il testo del Rosatellum bis, M5S, MDP e SI abbandonano l'aula al momento del voto dichiarandosi quindi contrari. M5S e MDP chiedono al governo che al CDM per la nomina del nuovo governatore di Bankitalia non sia presente la sottosegretaria Maria Elena Boschi.
- 24 ottobre - Il governo decide di porre la questione di fiducia sulla legge elettorale al Senato della Repubblica.
- 25 ottobre - Vengono posti cinque voti di fiducia sulla legge elettorale. I quali vengono approvati: il primo con 150 favorevoli, 61 contrari e nessun astenuto, il secondo con 151 favorevoli, 61 contrari e nessun astenuto, il terzo con 148 favorevoli 61 contrari e nessun astenuto, il quarto con 150 favorevoli, 60 contrari e nessun astenuto e infine il quinto con 145 favorevoli, 17 contrari e nessun astenuto. Con il voto ordinario viene approvato l'articolo 5 della legge elettorale.
- 26 ottobre - Il Rosatellum bis viene approvato, in via definitiva in Senato, con 214 favorevoli, 61 contrari e 2 astenuti.
- 27 ottobre - Il presidente Mattarella, a seguito della deliberazione del CdM, su proposta del presidente del Consiglio Gentiloni, nomina Ignazio Visco, per un secondo mandato, governatore della Banca d'Italia.

#### Novembre
- 3 novembre - Il presidente Mattarella promulga il Rosatellum bis, che diviene la nuova legge elettorale italiana.
- 5 novembre - Si svolgono le elezioni siciliane, che vedono la vittoria del centrodestra.
- 8 novembre - La Camera approva definitivamente, con 265 voti favorevoli, 13 contrari e 122 astenuti, il Codice dello Spettacolo.
- 11 novembre - La legge elettorale viene pubblicata sulla Gazzetta Ufficiale.
- 12 novembre - Il Rosatellum bis entra in vigore.
- 15 novembre - La Camera approva in via definitiva la legge sul whistleblowing con 357 voti a favore, 46 voti contrari e 15 astenuti. La commissione Affari costituzionali del Senato approva, in sede deliberante, la legge che rende ufficiale Il Canto degli Italiani come inno nazionale.

#### Dicembre
- 6 dicembre - Il ministro degli Esteri Alfano dichiara la sua non ricandidatura alle prossime elezioni politiche e annuncia una possibile scissione del suo gruppo.
- 12 dicembre - Il Senato approva, con 130 voti favorevoli, il testo relativo la risoluzione in vista del Consiglio Europeo, presentato dalla maggioranza.
- 13 dicembre - AP, a seguito della dichiarazione di non volersi ricandidare da parte del ministro Alfano, si divide, ma mantiene l'unità nel gruppo parlamentare e garantisce sostegno al governo.
- 14 dicembre - Il presidente del Consiglio Gentiloni annuncia l'invio di truppe e mezzi militari italiani in Niger, allo scopo di sostenere il governo nigerino nelle politiche migratorie. Il Senato approva in via definitiva la legge relativa al biotestamento con 180 voti favorevoli, 71 contrari e 6 astensioni.
- 18 dicembre - Presso la Commissione Bilancio della Camera la maggioranza deposita la proposta relativa alla legge di stabilità del 2018.
- 21 dicembre - Il capogruppo PD al Senato Luigi Zanda annuncia che la votazione per l'approvazione dello ius soli avverrà dopo la votazione sulla legge di Bilancio; ma puntualizza che difficilmente si troverà una maggioranza, se verrà imposto il voto di fiducia: il Governo potrebbe quindi perdere la maggioranza. Il Senato approva definitivamente, con 179 sì, 0 contrari e astenuti, la legge sui testimoni di giustizia e la legge sulla tutela dei minori, resi orfani a causa di femminicidio, con 165 sì, 5 no e un astenuto.
- 22 dicembre - La legge di Bilancio 2018 viene approvata alla Camera, con 270 favorevoli, 172 contrari e 5 astenuti. Il Senato approva in via definitiva, con 148 sì e 19 no, il ddl Lorenzin sulle professioni sanitarie. Sempre il Senato approva la legge sul telemarketing, la legge sul coordinamento della politica spaziale e aerospaziale e il funzionamento dell'Agenzia Spaziale Italiana, la legge che limita a tre mandati presidenza del CONI e la legge quadro sulla mobilità ciclistica.
- 23 dicembre - Il Senato approva in via definitiva la legge di Bilancio per il 2018, con 140 voti favorevoli e 97 contrari. A Palazzo Madama salta la discussione relativa al ddl sullo ius soli, per mancanza del numero legale. La discussione è rinviata al 9 gennaio, giorno di riapertura del Senato.
- 24 dicembre - Il presidente del Consiglio Gentiloni annuncia la proposta di inviare in Niger militari italiani attualmente attivi in Iraq allo scopo di combattere i terroristi e i trafficanti di esseri umani.
- 28 dicembre - In seguito allo scioglimento delle Camere decretato dal presidente della Repubblica Sergio Mattarella, il governo vara il decreto che fissa per il 4 marzo 2018 la data delle successive elezioni politiche e per il 23 marzo quella della prima seduta del nuovo Parlamento.
- 29 dicembre - Il CdM approva il decreto legislativo contenente la riforma relativa alle intercettazioni telefoniche.

### 2018

#### Gennaio
- 5 gennaio: in accordo coi governatori uscenti di Lombardia e Lazio, rispettivamente Roberto Maroni e Nicola Zingaretti, il governo fissa la data delle elezioni nelle suddette regioni per lo stesso giorno delle elezioni politiche, ovvero il successivo 4 marzo.
- 17 gennaio: La Camera approva l'operazione militare in Niger proposta dal presidente del Consiglio Gentiloni.

#### Febbraio
- 28 febbraio: il sottosegretario Gianclaudio Bressa, e i presidenti delle regioni Stefano Bonaccini (Emilia-Romagna), Roberto Maroni (Lombardia) e Luca Zaia (Veneto) firmano a Palazzo Chigi l'accordo preliminare in merito all'intesa con Lombardia, Veneto ed Emilia-Romagna per l'attribuzione di maggiori forme di autonomia differenziata.

#### Marzo

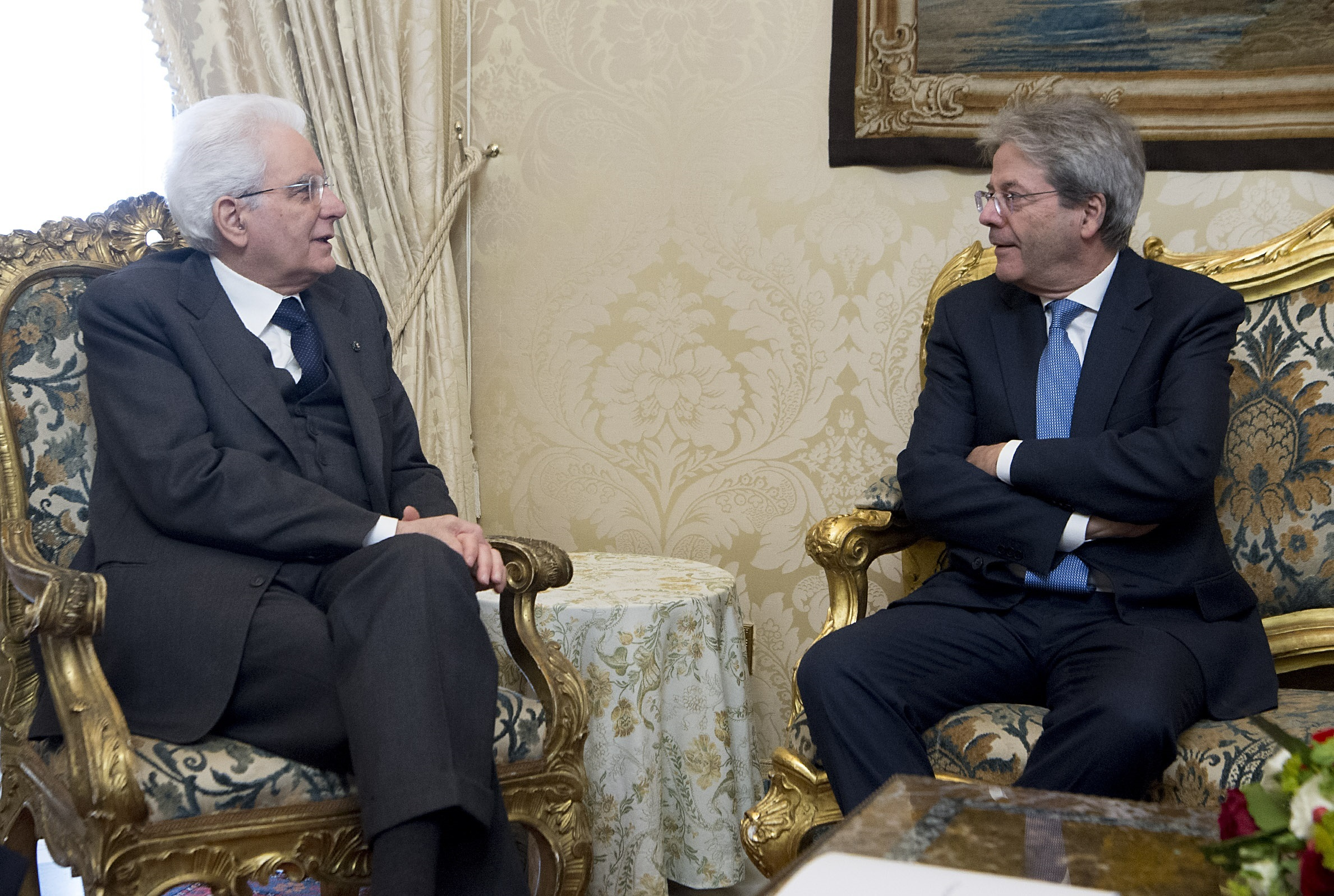
Gentiloni rassegna le proprie dimissioni al Presidente Mattarella.

- 4 marzo: si svolgono le elezioni politiche per il rinnovo del Parlamento, che portano il centro-destra a essere la prima coalizione, mentre il M5S a essere il primo partito in Italia.
- 13 marzo: conseguentemente alla sua nomina a Segretario reggente del PD, Maurizio Martina si dimette da ministro delle politiche agricole alimentari e forestali.[23] Gentiloni assume ad interim la direzione del dicastero.[23]
- 16 marzo: il Consiglio dei Ministri approva e invia alle camere per i pareri consultivi il decreto legislativo contenente la riforma del sistema carcerario, volta ad assegnare ai giudici maggiore discrezionalità nell'adozione di misure alternative al carcere in ragione del comportamento dei detenuti, e a migliorare la tutela e i diritti dei detenuti all'interno delle strutture penitenziarie.[104]
- 23 marzo: con la prima seduta della Camera dei Deputati e del Senato della Repubblica, si conclude la XVII legislatura della Repubblica Italiana e ha inizio la XVIII legislatura.
- 24 marzo: in seguito all'elezione dei presidenti della Camera e del Senato, il presidente del Consiglio sale al Quirinale per rassegnare nelle mani del presidente della Repubblica le dimissioni proprie e del governo, il quale rimane in carica per il disbrigo degli affari correnti.[105]

#### Aprile
- 4 aprile: a Palazzo Madama si insedia la Commissione speciale per l'esame degli atti urgenti presentati dal governo, presieduta provvisoriamente dal senatore Giacomo Caliendo (FI). La Commissione procede all'elezione del proprio ufficio di presidenza. Vengono eletti presidente il senatore Vito Crimi (M5S), vice-presidenti i senatori Erica Rivolta (Lega) e Giacomo Caliendo (FI) e segretari i senatori Simona Malpezzi (PD) e Giovan Battista Fazzolari (FdI). Il presidente della Repubblica Sergio Mattarella dà il via al primo giro di consultazioni.
- 5 aprile: il presidente Sergio Mattarella chiude il primo giro di consultazioni e, vista l'impossibilità di trovare una maggioranza, comunica che la settimana successiva ci sarà un secondo giro di consultazioni, concedendo ai partiti una pausa di riflessione.
- 12 aprile: il presidente della Repubblica Sergio Mattarella dà il via al secondo giro di consultazioni. A Montecitorio si insedia la Commissione speciale per l'esame degli atti urgenti del governo, per l'elezione del presidente, dei due vice-presidenti e dei due segretari. Vengono eletti presidente il deputato Nicola Molteni (Lega), vice-presidenti i deputati Andrea Mandelli (FI) e Giorgio Trizzino (M5S) e segretari i deputati Vittorio Ferraresi (M5S) e Paolo Russo (FI).
- 13 aprile: il presidente della Repubblica Sergio Mattarella chiude il secondo giro di consultazioni e vista l'impossibilità di trovare una maggioranza comunica che in pochi giorni valuterà come procedere per uscire dallo stallo.
- 14 aprile: il presidente del Consiglio Paolo Gentiloni è stato costantemente informato degli sviluppi degli attacchi militari in Siria, mantenendosi in contatto con il ministro degli Esteri Alfano e il ministro della Difesa Pinotti e con i vertici militari. Nella mattinata il presidente del Consiglio ha tenuto una dichiarazione a Palazzo Chigi in cui assicura che l'attacco alla Siria non è partito da basi italiane e invita i leader internazionali a trovare una soluzione diplomatica per la risoluzione della crisi.
- 18 aprile: il presidente Mattarella affida alla presidente del Senato Alberti Casellati un incarico esplorativo allo scopo di verificare l'esistenza di una possibile maggioranza fra la coalizione di centro destra e il M5S.
- 20 aprile: a seguito di due giri di consultazioni, la presidente Alberti Casellati comunica al Capo dello Stato l'esito negativo del suo mandato esplorativo e rimette il tutto nelle mani del presidente.
- 23 aprile: il presidente Mattarella convoca al Quirinale il presidente della Camera Fico e gli conferisce un mandato esplorativo allo scopo di verificare un'eventuale intesa fra l'M5S e il PD allo scopo di dare vita ad un nuovo governo.

#### Maggio
- 7 maggio: a seguito della conferma di mancanza di accordi fra i partiti e un ulteriore giro di consultazioni, il presidente Mattarella chiede alle forze politiche la disponibilità ad appoggiare un governo di garanzia che traghetti il paese fino a dicembre e a successive elezioni nell'anno nuovo.
- 23 maggio: a seguito di un accordo fra M5S e Lega basato su un contratto in cui sono presenti alcuni fra i "punti di convergenza" dei programmi dei due partiti e a seguito di nuove consultazioni, il presidente Mattarella riceve al Quirinale il professor Giuseppe Conte, indicato dai leader di M5S e Lega, come loro proposta di candidato alla guida del nuovo governo.
- 31 maggio: il presidente Mattarella riceve al Quirinale il professor Giuseppe Conte conferendogli l'incarico il quale accetta e presenta la squadra dei ministri, annunciando il giuramento del nuovo governo l'indomani alle 16:00.

#### Giugno
- 1º giugno: dopo la formazione, la presentazione e il giuramento del nuovo governo guidato da Giuseppe Conte, termina ufficialmente il governo Gentiloni con la tradizionale cerimonia del passaggio di consegne a Palazzo Chigi.

## Attività politica del Governo

### Politica interna

#### Riforme dello stato e dell'ordinamento
- Riforma della Protezione civile (L. nº 30 del 16 marzo 2017)

#### Riforme sociali e sanitarie
- Legge sul Testamento biologico (L. nº 219 del 22 dicembre 2017)